# トヨタ・ダイナ
ダイナ（DYNA）は、トヨタ自動車が販売する小型・中型トラックである。
新普通免許で運転できる最大積載量1トンクラスの4ナンバーガソリン車から、中型8トン免許（旧普通免許）で運転できる4トン積載クラスまで、幅広いシャシーラインナップを有する。車名「ダイナ」は英語「Dynamic（活力ある、機動力ある）」を短縮した言葉で、トヨタ自動車販売（当時）と関係ディーラーの社員からの公募により決定された。

## 概要
1956年（昭和31年）5月発売のトヨタ・RK52型小型トラックをルーツとする。登場時はトヨエースより積載量が大きく上級に位置していたが、1985年（昭和60年）以降は双子車となり、仕様とラインナップが共通化された。
1969年（昭和44年）発売の3代目以降はダイハツ工業との共同開発となり、ダイハツブランドでもデルタとして販売されていた。
後にダイハツは開発から撤退し、1999年（平成11年）発売の7代目以降は日野自動車との共同開発となった。2 t積以上の車種の製造も全て日野自動車で行われており、バッジ違いの双子車が日野・デュトロとして販売されている。
2021年（令和3年）に競合車種であった日産・アトラス ガソリン（OEMであるいすゞ・エルフ100とUD・コンドル CARGO 1.15 t - 1.5 t及び三菱ふそう・キャンターガッツも含む）が生産終了した事に伴い、1.0 t - 1.5 t積の小型トラックでは唯一ガソリンエンジンを設定している車種となっている。ディーゼル車は、現行モデルでは全車型において準中型免許（5トン限定を含む）以上の運転免許が必要であるが、2016年（平成28年）9月改良モデル以前のカーゴの1.25 t - 1.5 t積に関しては、車両総重量が3.5 t未満に収まっていたため、新普通免許での運転が可能であったが、2021年（令和3年）7月に行われた一部改良以降の1.25 t - 1.5 t積のディーゼル車は、新普通免許では運転不可となる。後述の通り、2021年（令和3年）7月以降は1 t積車の製造も日野自動車へ切り替わり、日野・デュトロにも同クラスが新たに設定された。
日野・デュトロには2022年（令和4年）に新普通免許に対応した車両総重量3.5 t未満のBEV、デュトロZ EVが登場したが、トヨタ側は従前からのガソリン車で対応できるため、BEVのOEM供給は行われていない。

## 前史（1956年 - 1959年）
RK52型
1956年（昭和31年）5月、R型ガソリンエンジンを搭載した1 - 1.5トン積のピックアップトラックである、トヨペット・トラックRK23型（後のスタウト）のシャシを利用し、より荷台の長さを稼ぐことができるセミキャブオーバー型とした「トヨペット・ルートトラックRK52型」を発表。これがダイナのルーツとなる。
RK6# - 8#系
1957年（昭和32年）1月、モデルチェンジでRK62型となる。この新しいルートトラックは、曲面一枚ガラスのフロントウインドシールドを持った新しいデザインのキャブをまとい、さらにR型エンジンを48 HPから55 HPへパワーアップし、ライバル達の攻勢に対抗した。簡素で実用一点張りのトヨエースに較べ、バタ臭く高級感あふれるスタイリングは関東自動車工業（関東自工、現トヨタ自動車東日本）の協力によるもので、生産も関東自工が担当した。
1958年（昭和33年）4月、2トン積みのRK70型を発表。R型エンジンは55 HPから58 HPとなり、4速マニュアルトランスミッションも2 - 4速がシンクロメッシュとなった。
同年7月、法改正により小型車の規格が変わったことにより、ホイールベースを2,530 mmから小型車の上限である2,750 mmとした長尺のRK75型を発表した。
1959年（昭和34年）4月、国産車では初となる「ティルティング・キャブ（チルトキャブ）」を採用したRK85型を発表、さらに変速レバーをフロアからコラムシフトに変更し、3人乗りを実現した。

## 初代（1959年 - 1963年）
K7# - 16#系
RK70など
1959年（昭和34年）5月、ユーザーのなかで、ボンネット型とセミキャブオーバー型の二つのトヨペット・トラックの区別が分かりづらいとの声が増えてきた。そのため、トヨタ自動車工業、トヨタ自動車販売、トヨペット・トラック販売店の社員による愛称募集が行われ、応募総数3,013通の中から、ボンネット型は「強い、頑丈な、勇敢な」などの意味の英語から「スタウト」、セミキャブオーバー型は「力強い、動的な」などの意味を持つ「ダイナミック」から「ダイナ」と名付けられた。双方ともモデル途中での改名である。

## 2代目（1963年 - 1968年）
K170系
RK170
JK170など
1963年（昭和38年）3月モデルチェンジ。同時に「ライトバス」RK170Bも登場する。
このクラス初となる4灯式ヘッドランプを採用、スタウトと共用だったフレームも架装性の高い専用のものに一新される。
1960年（昭和35年）9月に登場した「いすゞ・エルフ」ディーゼルは爆発的なヒットとなり、ダイナは新車効果をもってしても販売台数2位を保つのがやっとの状況となっていた。それに一矢報いるため、直列4気筒、OHV、排気量2,336 ccの過流室式ディーゼルエンジンのJ型を搭載したJK170型を1964年（昭和39年）3月に追加、同年9月には再び首位を奪い返すことに成功している。

## 3代目（1969年 - 1977年）

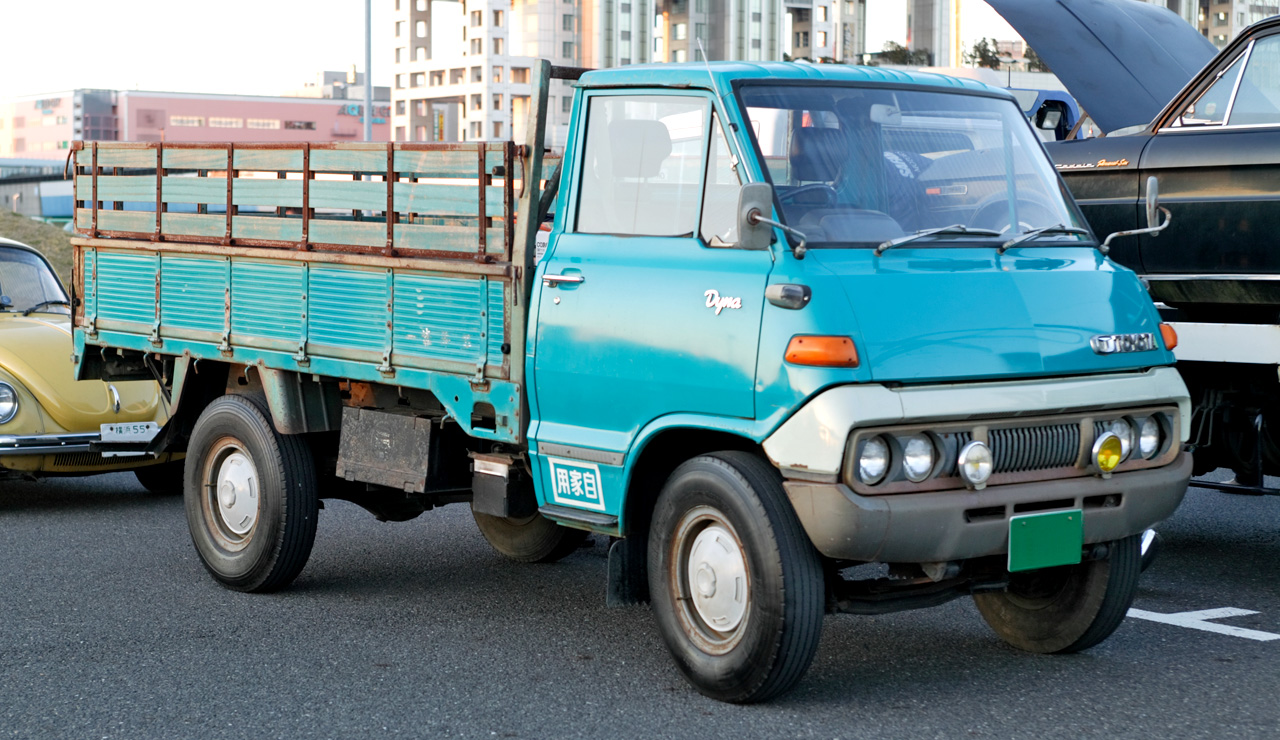
3代目ダイナ 高床

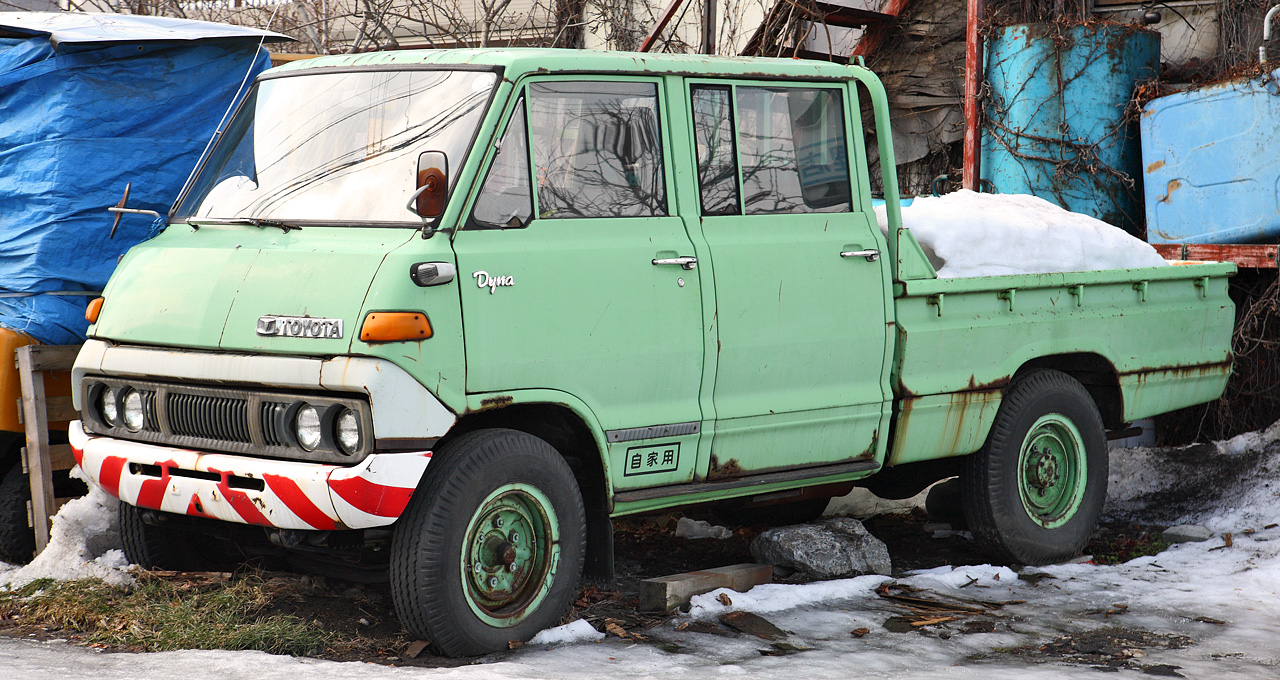
3代目ダイナ ダブルキャブ

U10系
RU10/12D/15
BU10/12D/15
JU10
HU15-H
1969年2月、ダイハツ工業との提携で当時もっとも成功した例となったU10系が登場する。以後、3回（1970年、1972年、1974年）マイナーチェンジを繰り返している。
再びホイールベースを長くとったセミキャブオーバースタイルとなり、またダイハツ・デルタトラックとの共通化が図られるが、デルタではダイハツ製エンジン搭載車が中心となった。ダイナのテーマカラーとして現在まで続く、ターコイズが初めて設定された（画像1点目）。
姉妹各車のテーマカラーは、トヨエースが青、ダイハツ・デルタがオリーブ色（ウグイス色）である。
ライバル車のディーゼルエンジンモデルの充実の前に、ドライバビリティー（運転性）や信頼性にやや難のあったJ型に代わり、ダイハツが設計の一部と生産を担当したB型をメインに据えたディーゼルモデル中心のラインナップとなった。このB型エンジンはディーゼルならではの経済性や低回転域の粘りに加え、高回転まで澱みなく吹け上がる性格で、トラックのディーゼルエンジンに付き物の鈍重なイメージを払拭した。B系列は最終的に4.1 Lにまで拡大され、直噴、ターボ、4バルブ、LPG仕様（1996年 - 2002年）などのバリエーションを増やし、30年以上にわたりトヨタの商用エンジンの屋台骨を支え続けた。
トヨタ、ダイハツ共に、より排気量の大きな自動車用直列4気筒ディーゼルエンジンの生産が行われていなかったため、3トン積みなどの重量車には直列6気筒、OHV、3.6 Lの過流室式H型ディーゼルエンジンを搭載した。長い6気筒を積んだためラジエーター位置が前進し、日常的なメンテナンスにも支障が出るため、苦肉の策としてフロントグリル中央に冷却水補給口が設けられている。
また、2代目までの設計と生産を担当した関東自工は、トヨタの乗用車とそれをベースとした商用車の生産に専念することとなり、この代から6代目まで、1985年（昭和60年）のフルモデルチェンジからボディーを共通化したトヨエースと共に、グループの岐阜車体工業（各務原市）が生産を担当するようになった。

## 4代目（1977年 - 1984年）

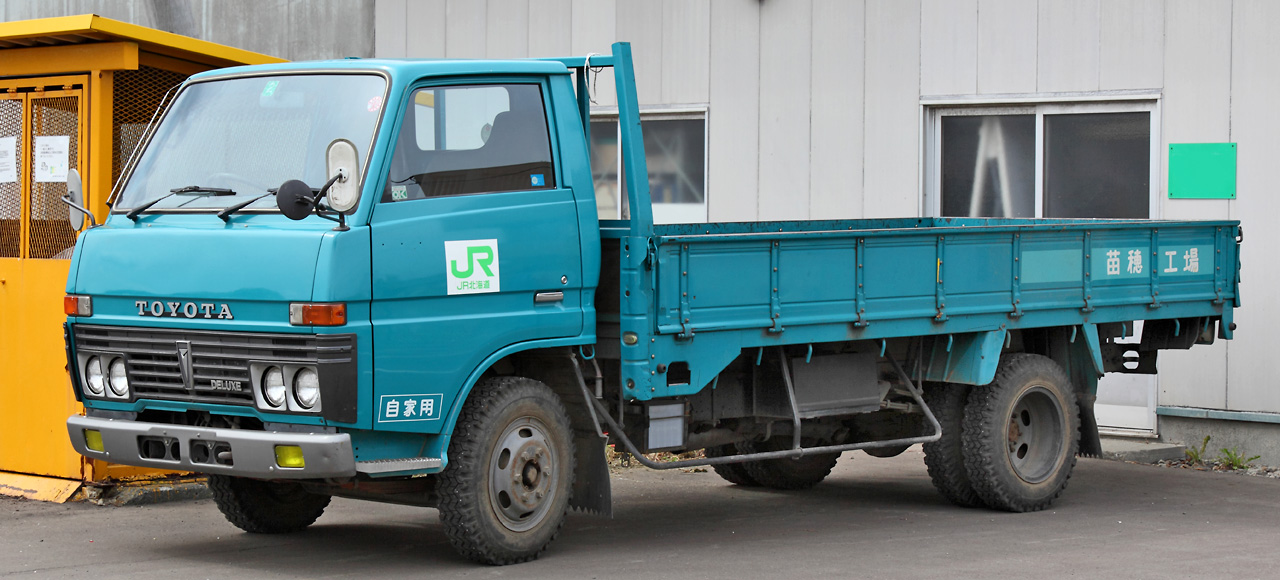
4代目ダイナ ロング

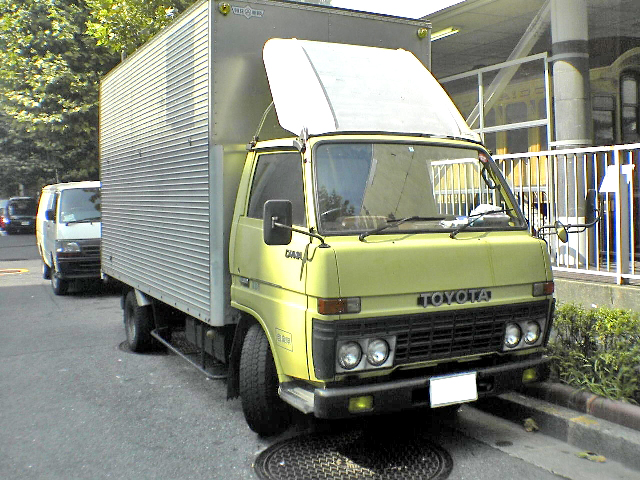
4代目ダイナ ジャストロー

U20 - U50系
RU2#、3#
BU2#、3#、4#、5#
JU20
HU26、30、40、50
WU26、40、50など
1977年8月25日フルモデルチェンジ。ダイハツ・デルタに加え、日野・レンジャー2として日野自動車向けにOEM供給が開始される。セミキャブオーバーでは足元にホイールハウスが張り出すため、運転席の居住性改善と荷台拡張を目的に、セミキャブオーバーからキャブオーバーへ変更された。
前後異径タイヤの「ジャストロー」が設定される。OEM先のダイハツ・デルタにも「ローデッキ」の名で設定された。
ルートバンの車体も新規設計となったが、これのBピラー以降は6代目まで流用された。
- 1978年（昭和53年）3月、BU25ダンプ発売。
- 1979年（昭和54年）4月、54年排出ガス規制適合車発売。
- 1980年（昭和55年）8月、マイナーチェンジ。ロングボデーワイドキャブ車の追加が行われる。
- 1980年（昭和55年）9月、3B型エンジン搭載のロングボデーワイドキャブ車発売。
- 1980年（昭和55年）11月、直列6気筒ディーゼルのH型を2H型エンジンへ変更（HU30廃止→HU26、40、50設定）。
- 1982年（昭和57年）4月、マイナーチェンジ。高床ダブルタイヤ車のホイールが5穴に変更。
- 1983年（昭和58年）2月、一部改良。B、3B型エンジンを昭和57年排出ガス規制に適合。BU37系2.75トン・3トン車にスーパーシフト（副変速機）付トランスミッション車を追加。BU41・51系のステアリングホイールを3本スポークから2本スポークに変更、カスタムパック仕様車に装備のリフレッシングシートのバイブレーターを助手席側から運転席側に変更。
- 1983年（昭和58年）4月、直列4気筒の1W型エンジン搭載車発売。2世代に渡って続いた6気筒モデルは終わりを告げる

。
- フジミ模型より、昭和55年式後期型がプラモデル化されている。

## 5代目（1984年 - 1995年）

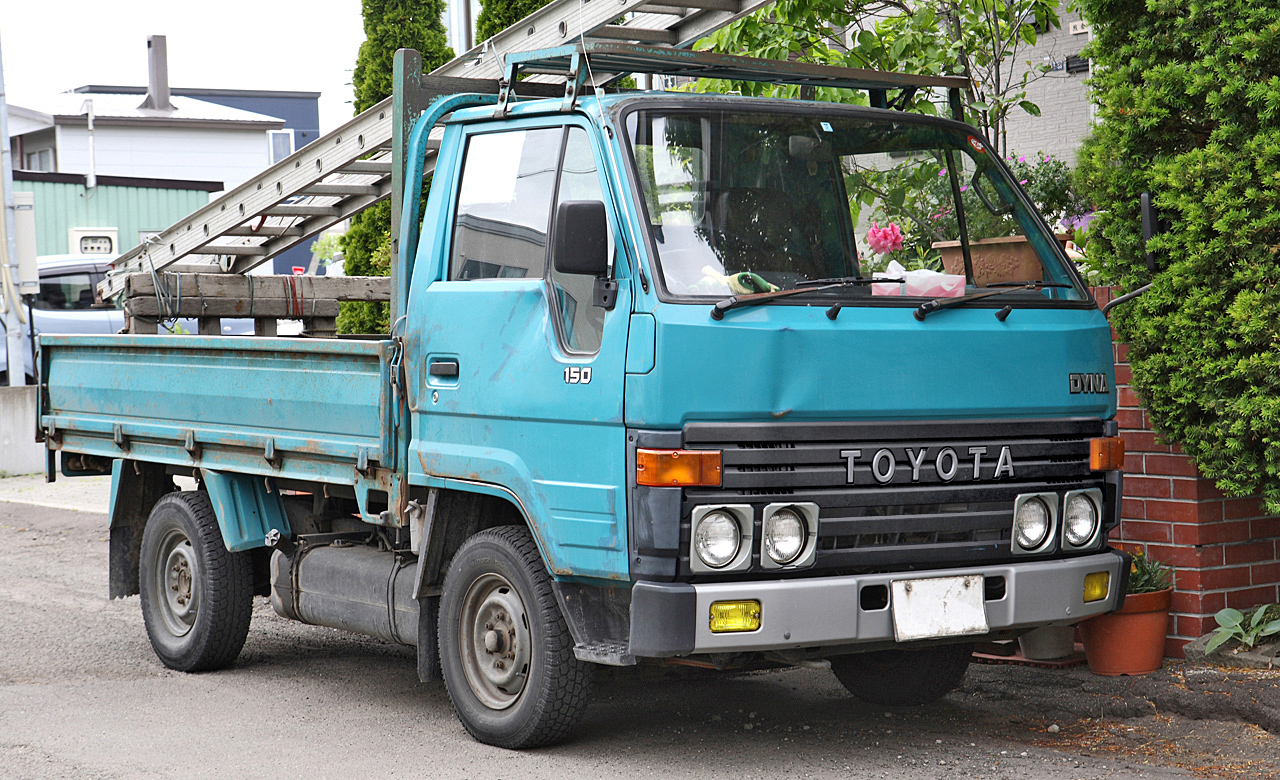
5代目ダイナ150 （前期型）

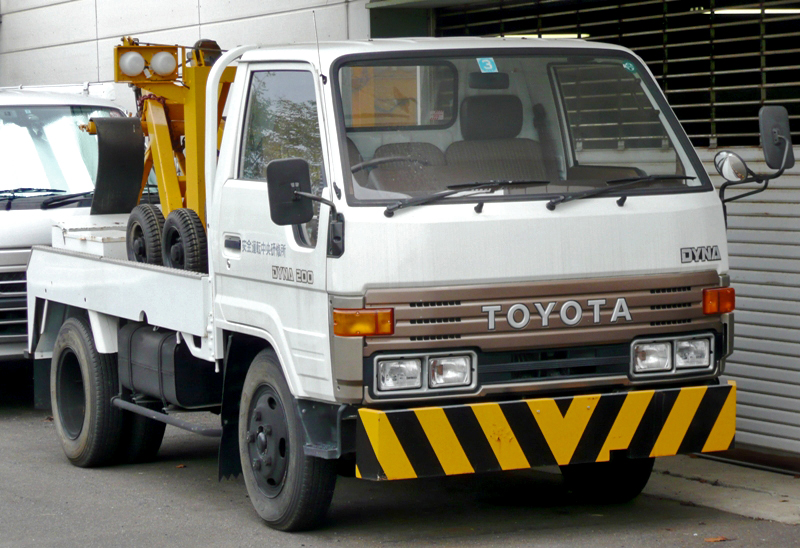
5代目ダイナ200標準キャブ（中期型）

200/300シリーズ
U60 - U90系
YU6#、70
BU6#、7#、8#、9#
WU75、85、9#など
150シリーズ
Y50/Y60系
YY5#、61
LY5#、6#など
1984年（昭和59年）9月、200/300シリーズ登場。5代目トヨエースG25/G35シリーズとの共通化が図られる。イメージキャラクターはマイク・タイソンが起用され、キャッチコピーは「TYSON TOYOTA TRUCK」、「TYSON POWER」、「it's SUPER STRONG」。
ディーゼルエンジンは従来のB、3B型に加え、直噴式のLASRE11B、13B、13B-T、14B、14B-T型が追加され、主流となる。直列6気筒ディーゼルのH型は廃止され、後継には日野製直列4気筒 4.0L 直噴の1W型が採用される。
また、ガソリンエンジンもR 系からY 系へ変更される。同時期にLPG車が再設定される。生協向けの1トン積系はタクシー用の 3Y-P 型を搭載、2トン積系は3RZ-P 型を搭載し、東京都をはじめとする塵芥シャシ、LPG事業者向けに設定される。
ルートバンも同時にモデルチェンジされたが、バックドアを含め、Bピラー以降の車体は4代目からの流用で、キャブとは断面形状が異なる。
バックドアは写真（下掲）の非対称観音開きの他に跳ね上げ式がある。
1985年（昭和60年）8月26日、5代目トヨエースG15、3代目ハイエーストラック H80/H90系と共通化を図った、軽積載（1.25、1.5トン積）のダイナ150（Y50/Y60系）が追加される。同年10月、2.0t系ダンプに3Yエンジン搭載車を追加。
1986年（昭和61年）1月、13Bエンジン搭載の木製高床デッキ（セミロング）を追加。同年3月、3.0t系に13Bエンジン搭載のワイド超ロング木製高床デッキ車（BU93型）追加。8月、一部改良。2.0t系にB型エンジン搭載のショート木製高床ダブル タイヤ車を追加。フル ジャストローにフロント ディスク ブレーキを、バンの一部車型にパワーステアリングを、ダブルキャブを除く1.5t以上の運転席にサスペンションシートを、全車に助手席サンバイザをそれぞれオプション設定。
1987年（昭和62年）ヘッドランプを丸形4灯から角形4灯に変更（いずれも規格型）。助手席側スライドドアを設定。
1988年（昭和63年）マイナーチェンジ。ドアガラスを2分割から1枚へ変更。
1989年（平成元年）2トン及び3トンの標準キャブに4WDを追加。ディーゼル車は平成元年排出ガス規制に適合。
1991年（平成3年）バンパーと、ステップやドア裾の泥汚れを抑えるコーナーベーン（キャブ角の整流板）がボディ同色となる（下画像2点目のダイナ150）。

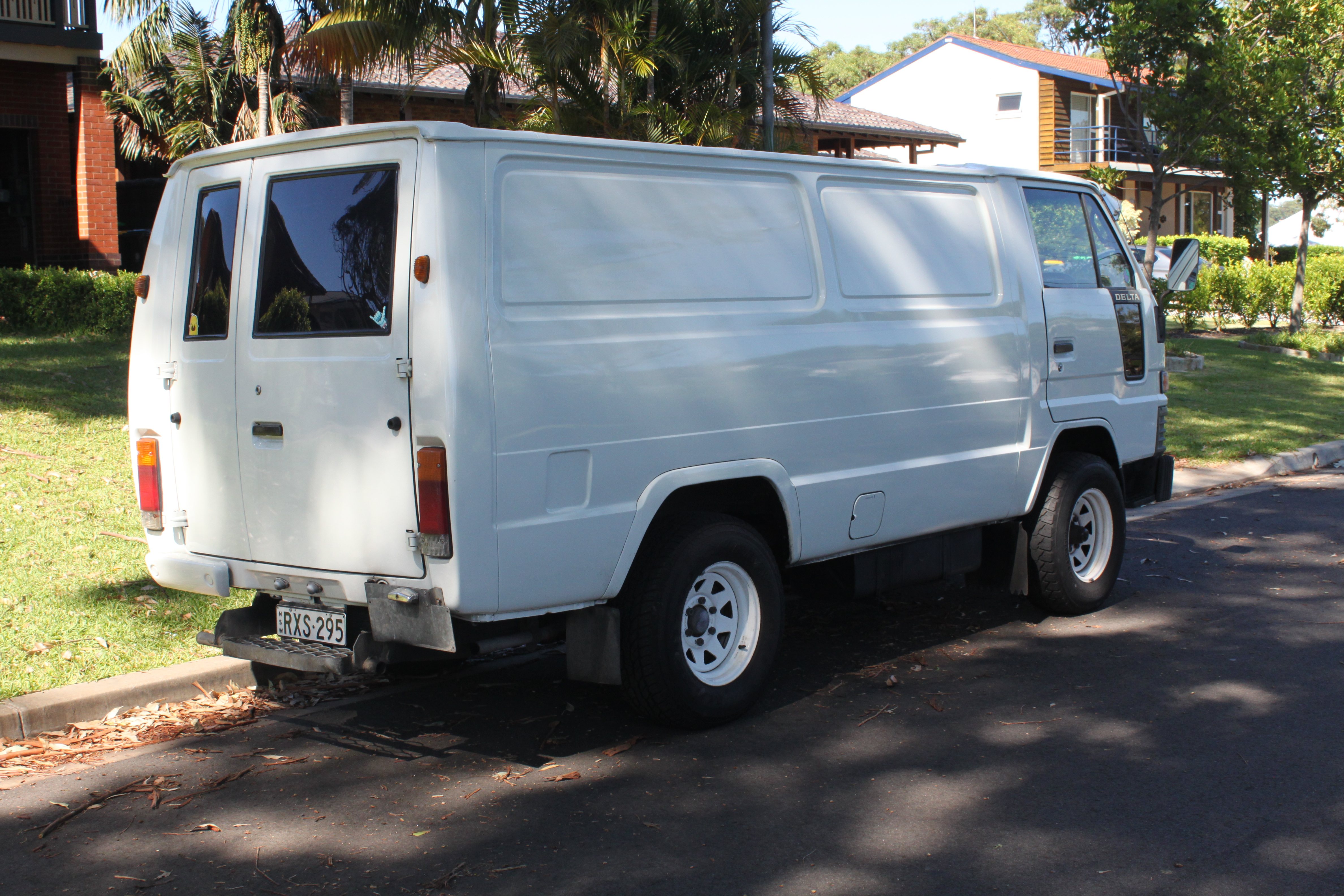
ルートバン観音開き写真はダイハツ・デルタ
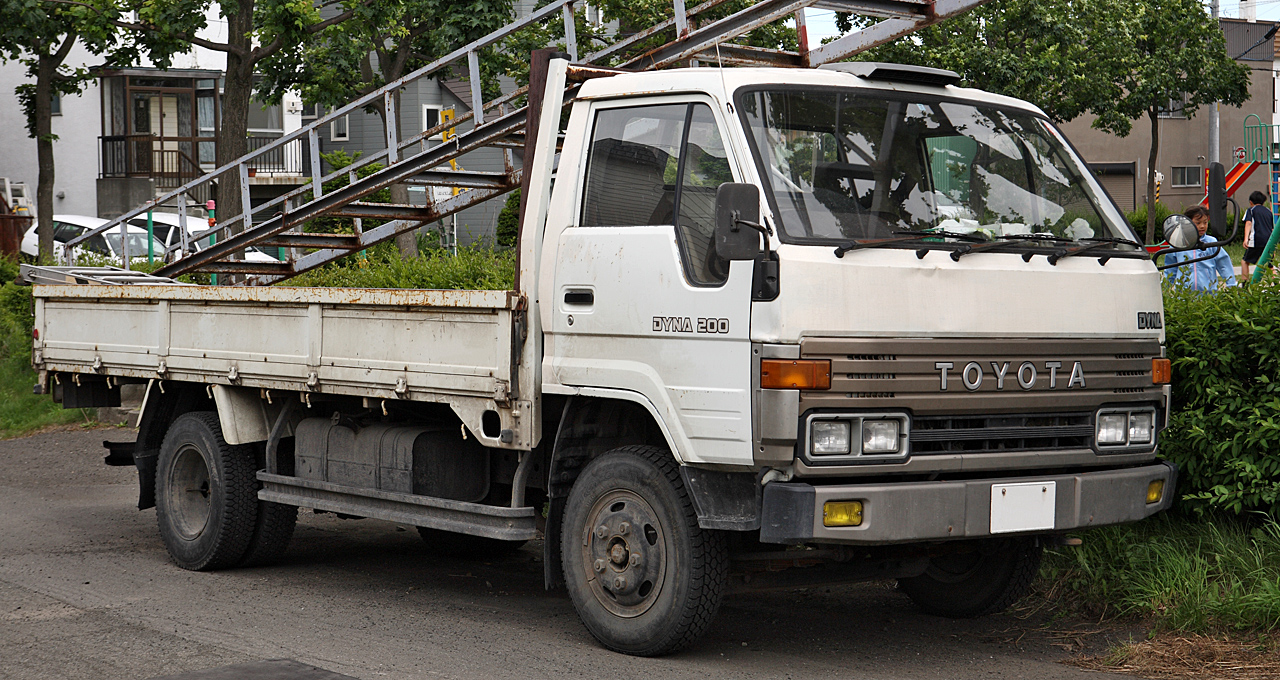
ダイナ200　ワイドキャブ（中期型）
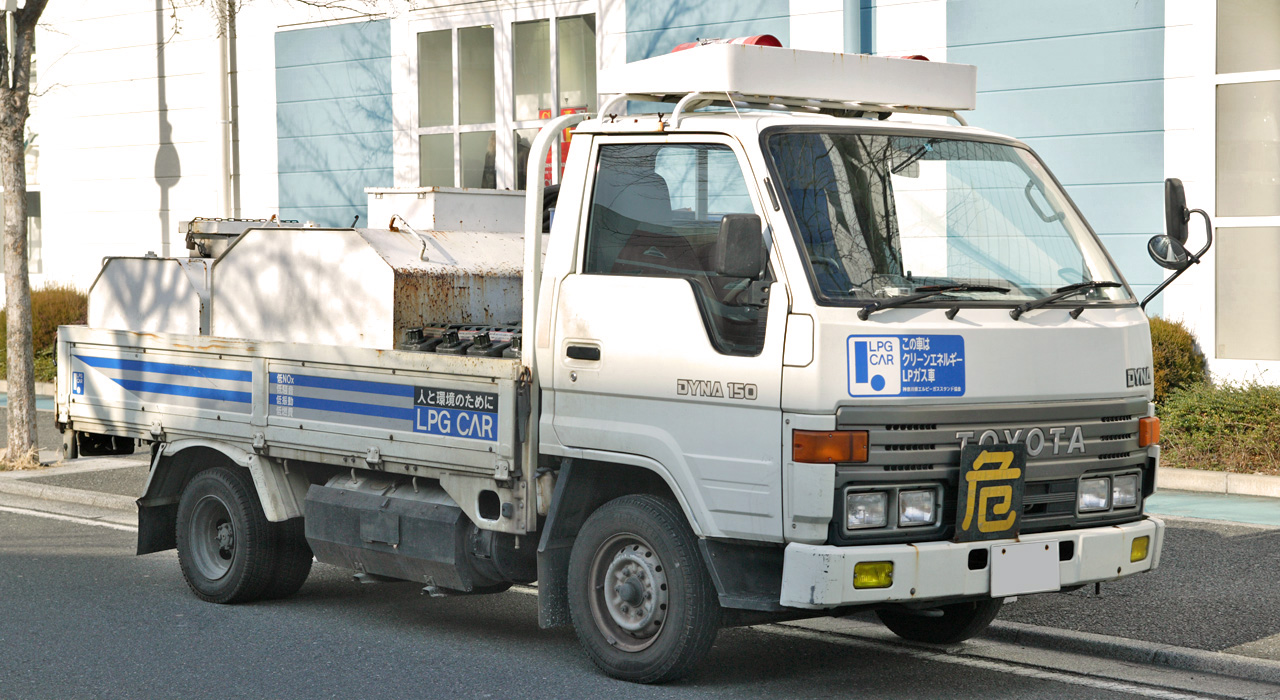
ダイナ150 LPG（後期型）
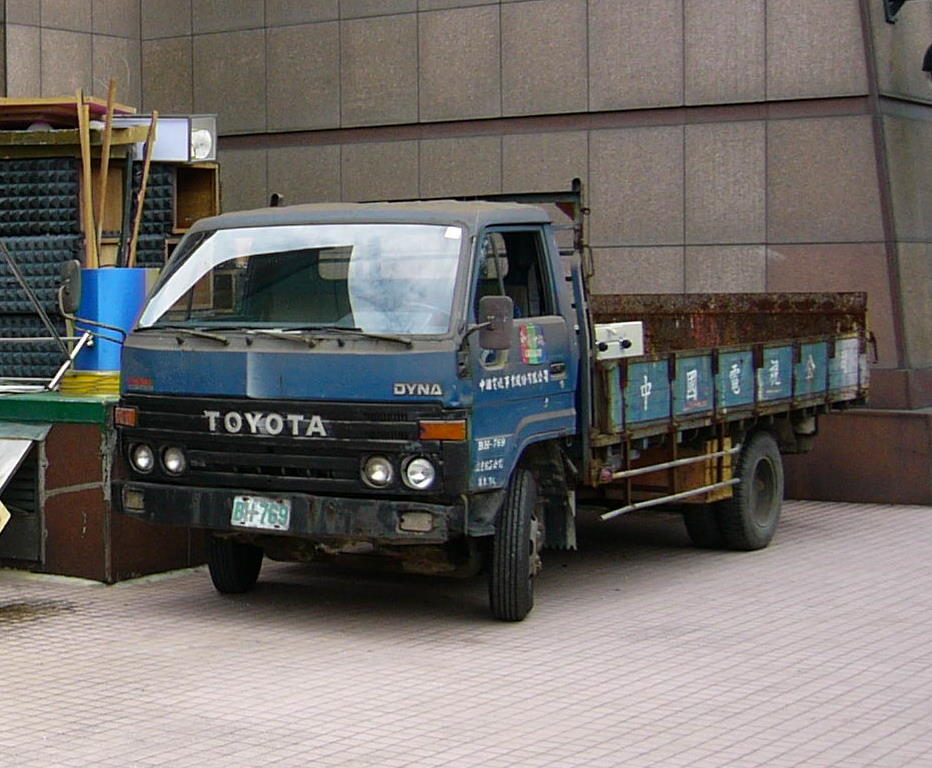
5代目ダイナ（前期型・台湾仕様）
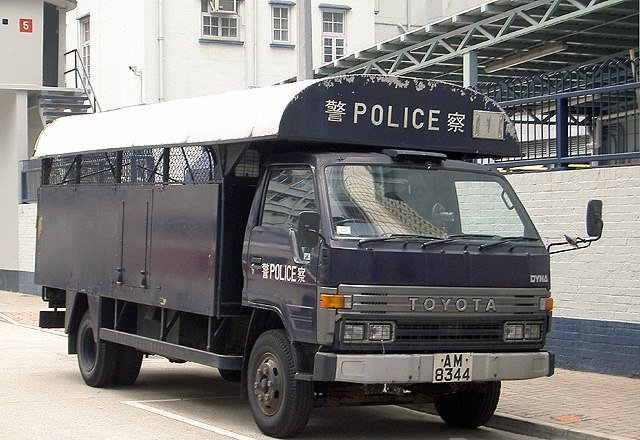
5代目ダイナ（後期型・香港仕様）

## 6代目（3t積系:1995年 - 1999年/2t積系:1995年 - 2000年/1t積系:1995年 - 2001年）

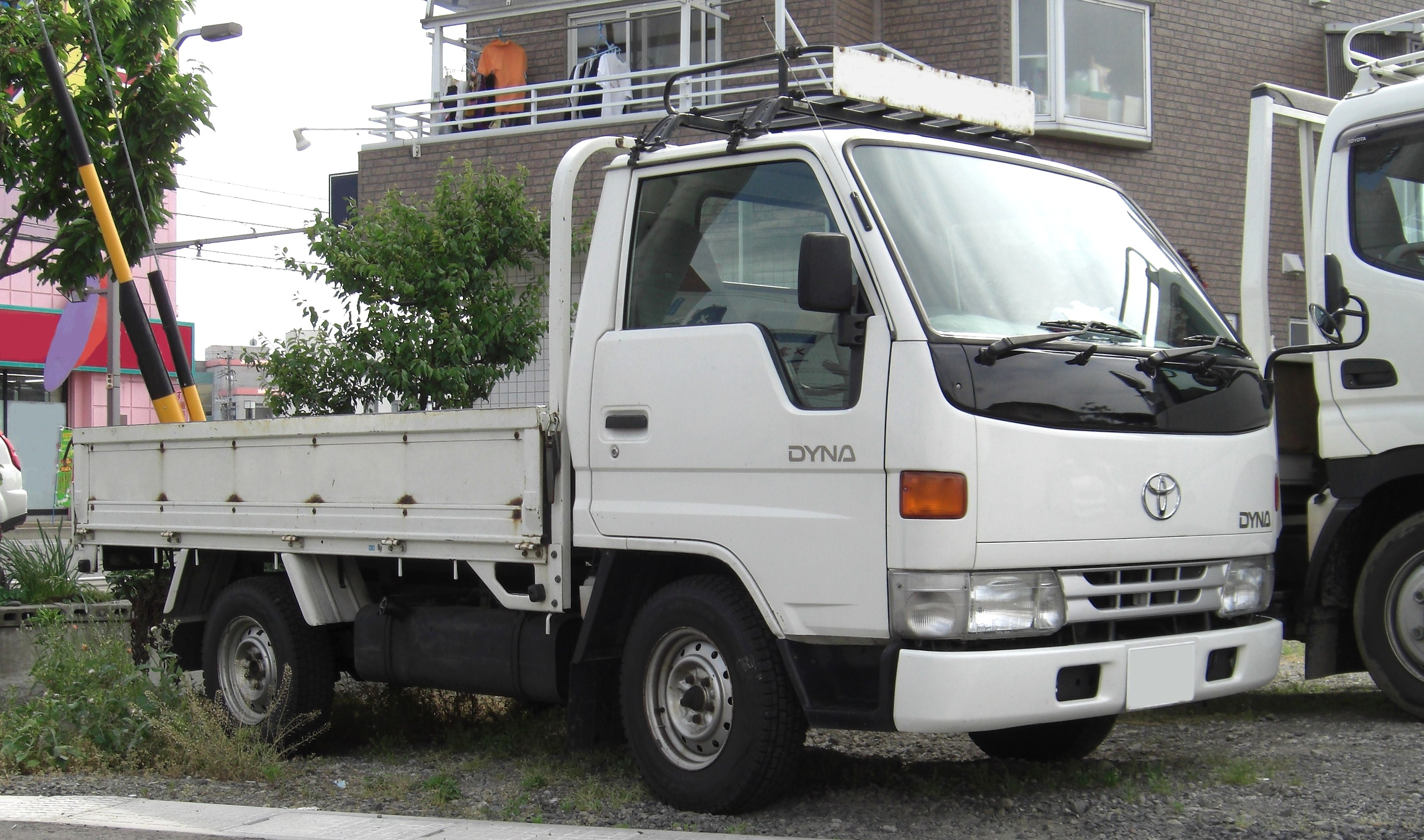
6代目ダイナ100

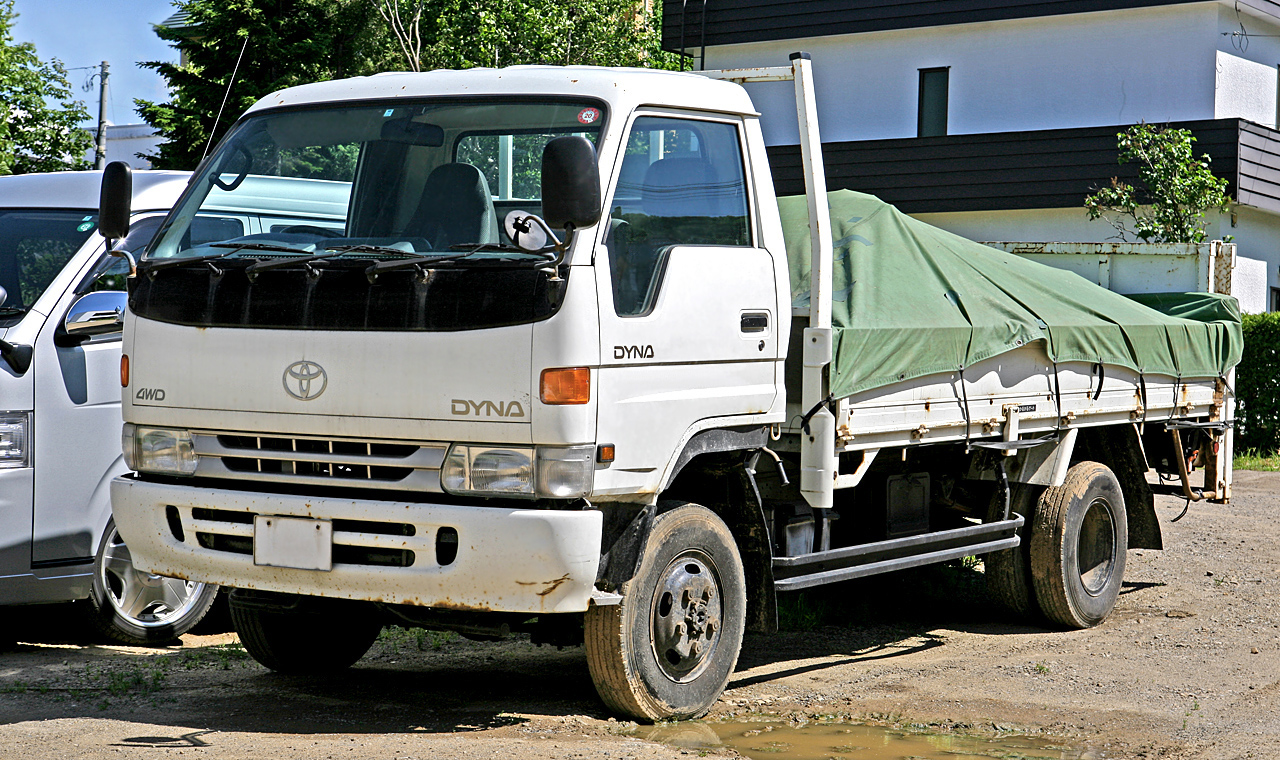
6代目ダイナ200
ワイドキャブ 4WD

350シリーズ
FB4/FB5系
KC-FB4J、5B
200シリーズ
U100 - 200系
KC-BU1##、BU2##
100シリーズ
Y100系
YY1##
LY1##など
1995年（平成7年）5月11日登場。平成6年排出ガス規制適合。3トン積級のワイドキャブ車（350シリーズ）は日野・レンジャーFB系のOEMとなる。
キャブは350シリーズを除いて先代型からのキャリーオーバーであるが、フロントマスクと内装が大幅に変更されている。
ルートバンのBピラー以降は、この代まで4代目が続いた。
1996年（平成8年）高機動車（メガクルーザー）のシャシを短縮し、ダイナのキャブを載せたスーパーダイナを発表。東京消防庁、名古屋市消防局、大阪市消防局、福岡市消防局に救助工作車IV型として2台1組導入され、モリタが架装している。
また、ダンプを除くディーゼル車の標準キャブに前輪独立懸架（BU1#5,BU1#7）仕様を設定すると共に、運転席エアバッグもオプション設定。1トン積系にも4WDを追加した。
1997年（平成9年）5月、キャビンをフロントタイヤの前に出すことで低床化を図った、超低床キャブのイージーライディングを設定。大口顧客のコカ・コーラボトリング、佐川急便、JAFなどでも多数派とはならず、販売台数が極端に少なかったため、1代限りで廃止された。
1999年（平成11年）1トン積系のディーゼル車は平成10年排出ガス規制に適合。

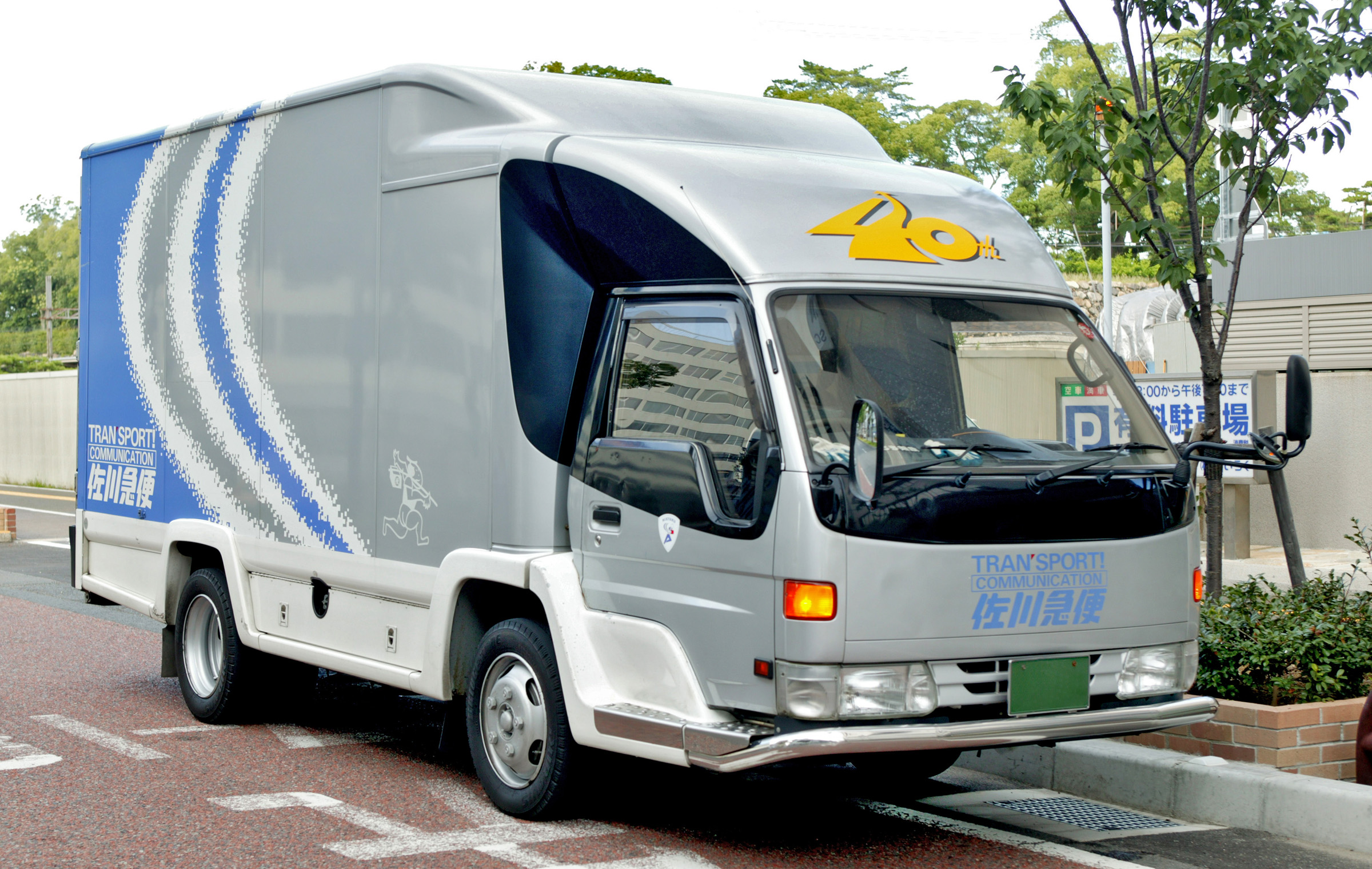
イージーライディング
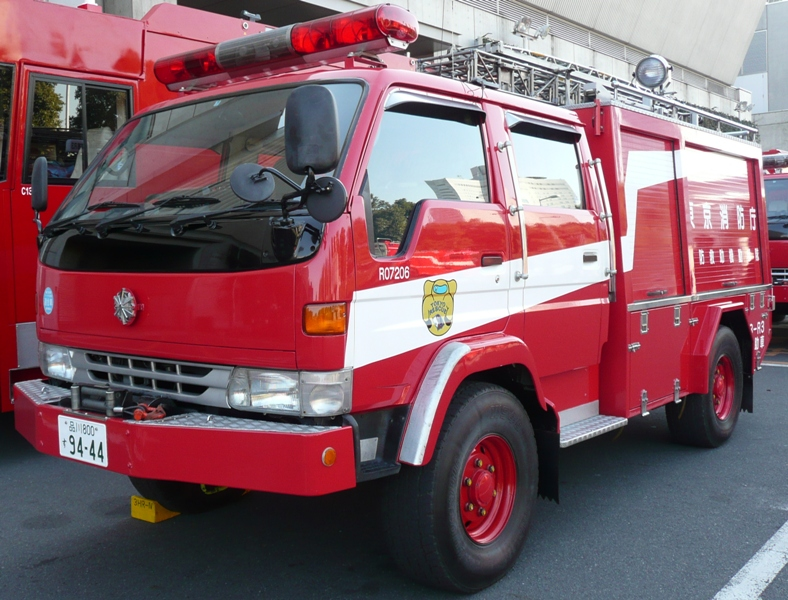
スーパーダイナ

## 7代目（2t積系:1999年 - 2011年/1t積系:2001年 -2021年 ）

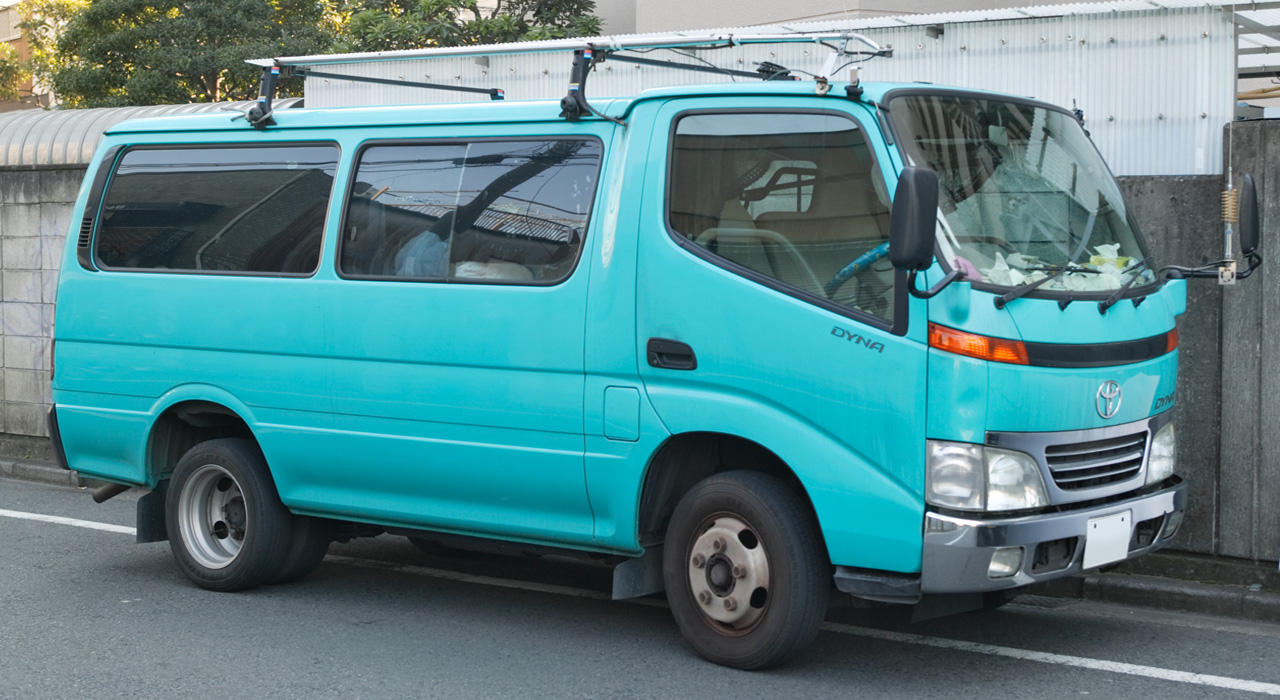
7代目ダイナ ルートバン
跳ね上げバックドア（前期型）

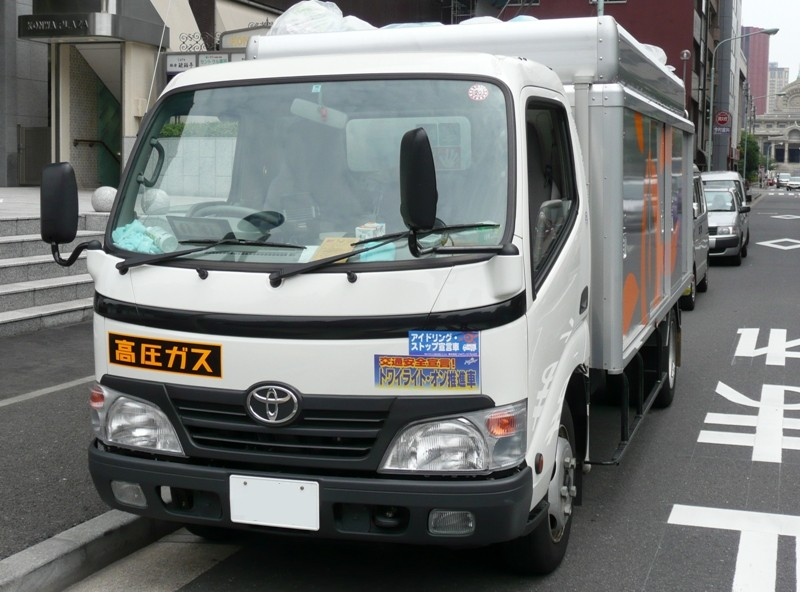
7代目ダイナ カーゴ（後期型）

U300〜500系（2t積系）
Y200系（1t積系）
1999年5月10日登場。この代より日野との共同開発車となり、日野・デュトロと共通のモデルとなる。
基本車型は、カーゴ、ダンプ、ルートバンの3種。ルートバンの車体は3世代ぶりに刷新され、Bピラー以降がH100系ハイエースの流用となる。バックドアはこれまでどおり、跳ね上げと観音開きとが選べる。また、このモデルからパーキングブレーキハンドルがステッキ式からセンターレバー式に変更される。
積載量2t以上の車両は日野からのOEM扱いで、平成10年排出ガス規制適合の4B、日野製のS05C、S05D、J05Cの各エンジンを搭載（同年8月、15B-FTE型ターボエンジン搭載車追加）。
当初はディーゼル系のみで、ガソリン・LPGエンジン車は1年遅れて2000年5月にフルモデルチェンジされた。
2001年6月、1t積系も遅れてフルモデルチェンジ。ガソリンエンジンは3Yから1RZ-Eに変更された。ディーゼルエンジンは5Lを搭載。1ｔ系はこの時から、先行的にウインカーがヘッドライト横にあるデザインとなっている。ヘッドライト本体とポジション・ウインカーのコンビランプが分割されているのが初期型の特徴である。テールランプは40系ランドクルーザーの流用であるが、反射板がブレーキレンズ内にある物となっている。
2002年5月30日 2t積系を一部改良（マイナーチェンジ）。フロント周りを一新したほか、車内騒音を低減。また、LPGエンジン車をワイドキャブ車に新設定。TECS（メーカー完成特装車）にはベース車両における一部改良を受けた他、「アルミあおり」の設定を追加した。1ｔ系と同じく、ウインカーがヘッドライト横に移動したが、ライトユニット自体はコンビランプを一体化したものになっている。
2002年9月25日 関東地区の7都県市（埼玉県・千葉県・東京都・神奈川県・横浜市・川崎市・千葉市）及び関西地区の6府県市（大阪府・京都府・兵庫県・大阪市・京都市・神戸市）の低公害車指定制度に適合した低公害車を設定。排気を再循環するEGRシステムやPM低減装置付マフラーを採用した4.9L・S05D型酸化触媒付ディーゼルエンジンを搭載し、排気ガスに含まれる有害物質を低減し、環境性能を高めた。また、東京都が定めるディーゼル車規制条例に適合すると共に、2005年に規制強化されたPM排出基準も先んじてクリアした。なお、PM低減装置付マフラーは同年10月1日より販売店装着オプションに追加され、既に販売された7代目のダイナ・トヨエースの2t積系のS05C型（4.6L）・S05D型（4.9L）・J05C（5.3L）エンジン搭載車にも装着可能となった。
2003年5月26日 2t積系を一部改良。3RZ-FE型（2.7L ガソリンエンジン）、3RZ-FPE型（2.7L LPGエンジン）、1BZ-FPE型（4.1L LPGエンジン）の排出ガスをクリーン化し、平成13年排出ガス規制に適合すると共に、優-低排出ガス車（★★）認定を取得。また、ガソリンエンジン・LPGエンジン・CNGエンジン搭載車ではオルタネーターの発電力をアップし、3RZ-FE型エンジン搭載車にはAT車が追加された。
2003年7月23日 1t積系を一部改良。ガソリンエンジン車に2.0Lの1TR-FE型を新搭載。出力性能のアップと環境性能の向上（「良-低排出ガス車（★）」認定取得）を両立させた。LPG車は燃料制御を高精度化したことで排出ガスがクリーン化され、「優-低排出ガス車（★★）」認定を取得。また、ガソリンエンジン車のAT車には新たに4車系が追加された。外見上の変化として、デザイン自体は変更されていないものの、ヘッドライトはウインカー・ポジションランプと一体のものになりライトユニットの分割線が消えた。テールランプも変更され、引き続き40系ランドクルーザーの流用となるが、反射板がレンズ上に無い物に変更され、テールランプの下に丸型の反射板が装備されている。
2003年8月20日 2t積系に日野自動車と共同開発したクリーンディーゼルシステムDPR搭載車を追加。これは、4.0Lの新型ディーゼルエンジン（N04C-TB型及びN04C-TD型）とPMの低減に寄与する新開発触媒が組み合わさったシステムで、日本初となる平成12年基準粒子状物質85%低減レベル（☆☆☆☆）達成と「良-低排出ガス車（★★）」認定を同時に取得。なお、N04C-TB型とN04C-TD型の基本仕様は同一だが、N04C-TD型では過給圧を連続制御するインタークーラー付可変ノズル式ターボチャージャーも搭載される。

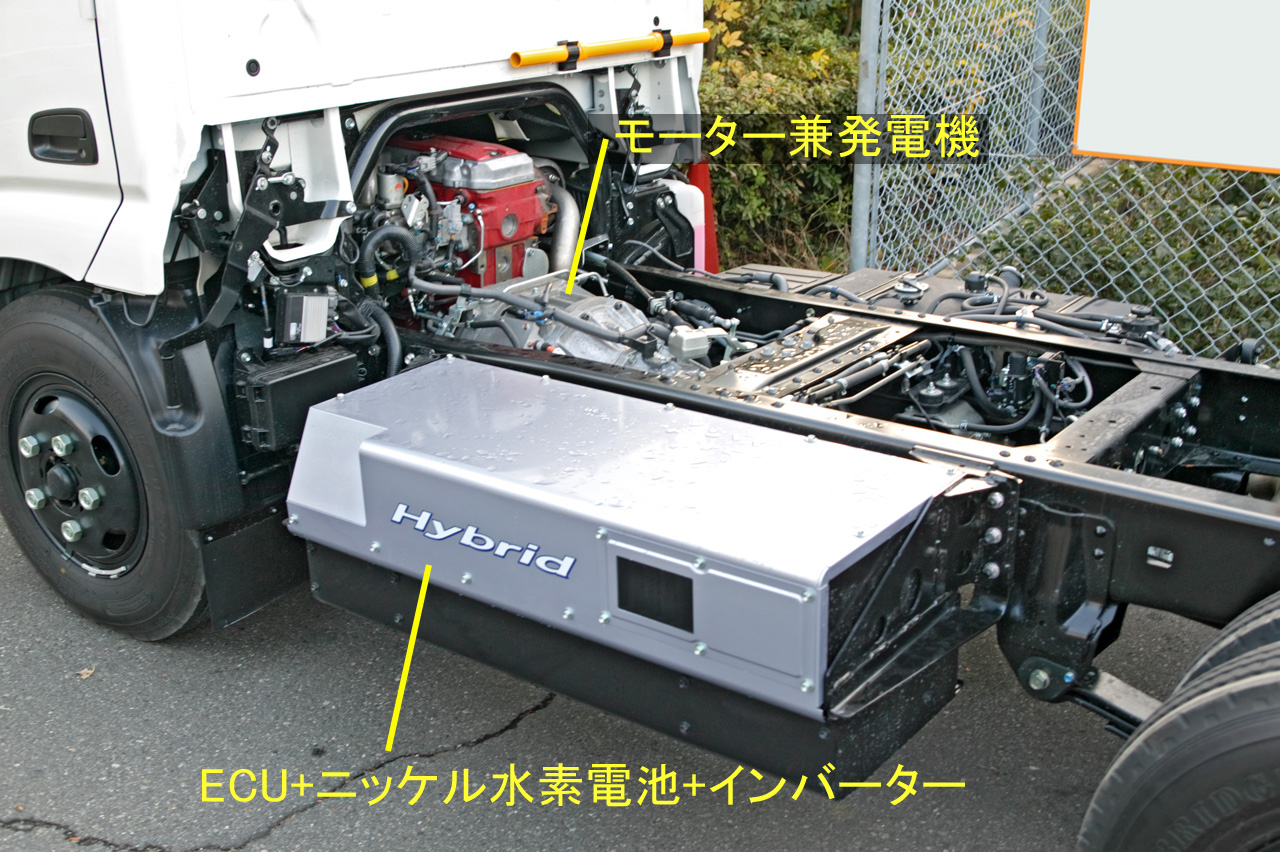
ハイブリッド主要部
（写真は日野・デュトロ）

2003年9月3日 2t積系に日野HIMRシステムをベースとした「パラレルハイブリッド」方式のハイブリッド車並びにN04C-TA型（4.0L ディーゼルエンジン）と多孔質セラミック構造体とNOx吸蔵還元型三元触媒からなる新開発触媒を組み合わせたクリーンディーゼルシステムDPNR車を設定（DPNR車は同年10月1日から、ハイブリッド車は同年11月1日からそれぞれ販売開始、デュトロのハイブリッド車も同時発売）。いずれも、小型トラックにおいては世界初の仕様である。また、先行で発売されたクリーンディーゼルシステムDPR車にはTECSが追加された。
2004年5月10日 2-4t積系をマイナーチェンジ。排ガス規制強化により、自社製の4B及び15B-FTEエンジン車を廃止、日野製N04C-A型（4.0L）、S05D-D型（4.9L）、J05D-TB型（4.7Lターボ）を新搭載。これにより、2003年に追加された仕様（N04C-TB型、N04C-TD型、N04C-TA型）と合わせ、ディーゼルエンジン車全車が新短期規制に対応するとともに、「平成12年基準粒子状物質85％低減レベル（☆☆☆☆）」を達成。また、N04C-TB型及びN04C-TD型エンジン搭載車にはアイシン精機（現:アイシン）製の6速ATを追加すると共に、ハイブリッド車にはデッキ付を追加。また、4WD車はビスカス式4WDを採用したことで、路面状況に応じ、必要な時のみに四輪駆動させることが可能になった為、旋回性やタイヤの耐摩耗性を向上。また、フロントサスペンションの独立懸架採用で乗り心地を向上させるとともに荷台床面を約90mm低床化した。TECSでは、ベース車のマイナーチェンジに加え、各特装車の装備を充実させた。
2004年7月29日 1t積系を一部改良。ディーゼル車に2.5Lの2KD-FTV型を新搭載。さらに全車には運転席SRSエアバッグが標準装備され、一部タイプを除き、シート表皮も変更された。また、TECSでは、先にマイナーチェンジされた2t積系〜4t積系とほぼ同じ改良を受けた。
2006年9月7日 2-4t積系のディーゼル車をマイナーチェンジ。エンジンを改良型N04C系列に一新した事で、小型トラック初の平成17年（新長期）排出ガス規制に適合するとともに、「低排出ガス重量車（平成17年基準NOx・PM10%低減レベル）」認定を取得。内装ではシフトレバーはAT車はインパネに配置され、MT車は可倒式に変更した。パーキングブレーキも位置を低めにし、可倒式に変更した。外装ではフロントのラジエーターグリルを水平基調に変更した。また、新型シャシーやコイル式独立懸架サスペンションなどを採用したことにより、2007年6月に開始された新運転免許制度における普通免許で運転できる最大積載量3t未満、車両総重量5t未満の車両設定を拡大した。また、同年10月4日にはハイブリッド車もマイナーチェンジされた。2-4t積系ディーゼル車の内装・外装の改良に加え、N04C型ディーゼルエンジンの改良や駆動用モーターの小型・高出力化、インバーターの大容量化、バッテリーの高出力化などを行い、性能を向上。これにより、「低排出ガス重量車（平成17年基準NOx・PM10%低減レベル）」認定取得に加え、小型トラック初の「平成27年度重量車燃費基準」を達成。
2007年5月9日 2-3t積系のディーゼルDPNR搭載車、ガソリン車、LPG車をマイナーチェンジ。ディーゼルDPNR搭載車にも改良型N04Cディーゼルエンジンを搭載した他、ガソリン車には2.7Lの2TR-FE型を搭載したことでLPG車を含め、平成17年（新長期）排出ガス規制に対応。また、ディーゼルDPNR搭載車とLPG車は「低排出ガス重量車（ディーゼルDPNR車は平成17年基準NOx・PM10%低減レベル、LPG車は平成17年基準NOx10%低減レベル）」認定を取得し環境性能を向上した。また、外装・内装も2-4t積系ディーゼル車、ハイブリッド車と同等の改良を受けた他、ガソリン車は新運転免許制度における普通免許で運転できる車種を拡大設定した。
2007年8月21日 1t積系のディーゼル車、ガソリン車を一部改良。ディーゼル車はクリーンディーゼルシステムDPR採用の3.0Lの1KD-FTV型を新搭載。ガソリン車も触媒を改良し、平成17年（新長期）排出ガス規制に対応。また、フロントのラジエータグリルを水平基調に変更。内装では可倒式パーキングブレーキの位置を低めに変更し、作業効率を高めた。また、11月22日にはLPG車も一部改良を受けた。ディーゼル車、ガソリン車の外内装の変更に加え、電子制御式LPG液体噴射方式（EFI-LP）を採用した1TR-FPE型を新搭載。これにより、平成17年（新長期）排出ガス規制に適合すると共に、「低排出ガス認定車（NOx10%低減レベル）」を取得した。
2007年12月17日 2t積系のディーゼル車、ガソリン車を一部改良。動力性能の最適化と高性能触媒DPRを搭載し、「平成27年度重量車燃費基準」を達成したディーゼル車を追加すると共に、エンジンイモビライザーシステムを標準装備した。
2009年3月2日 1t積系を一部改良（同年3月23日より販売開始）。大型サイドターンランプを装備すると共に、ルートバンにはハイマウントストップランプを追加装備し、バックドアを観音開き式に変更した。
2009年7月1日 2t積系を一部改良（同年8月3日より販売開始）。ディーゼルハイブリッド車において、より低回転で高トルク化を実現したディーゼルエンジンの搭載により、燃費を向上。また、全車において灯火器規制対応の大型サイドターンランプを装備した。
2009年11月9日 2t積系を一部改良（同年12月1日より販売開始）。ディーゼル車の内、N04C-TJ型エンジン搭載車の一部車型をN04C-UE型に変更し、燃費を向上。これにより「平成27年度重量車燃費基準」を達成した。
2010年2月10日 2t積系を一部改良（同年3月1日より販売開始）。ディーゼル車の内、N04C-TJ型エンジン搭載車の一部車型をN04C-UE型に変更すると共に、マニュアルトランスミッションを6速に変更。これらにより燃費が向上され、「平成27年度燃費基準」を達成した。
2010年7月27日 1t積系を一部改良（同年8月2日より販売開始）。ディーゼル車において高性能触媒DPRの改良などを行い、平成21年（ポスト新長期）排出ガス規制に適合すると共に、ピエゾインジェクターの採用などにより燃費も向上されたため、カーゴの主要車型で「平成27年度燃費基準」を達成。ガソリン車もエンジンの制御変更等を行い、一部の車型で「平成27年度燃費基準」を達成した。また、ディーゼル車とガソリン車にはエンジンイモビライザーシステムを標準装備した。
2012年5月17日 1t積系を一部改良（同年6月1日より販売開始）。助手席側前輪付近の下方視界を確保するためのワイドビューミラーや対向車や歩行者への眩惑を低減するフロントフォグランプを装備し安全面を強化。ディーゼル車には触媒の浄化を手動で補うことができる排出ガス浄化スイッチ（触媒浄化用）を標準装備するとともに、一部車型を除き、基準値よりもNOxを10%低減したことで「平成21年排出ガス基準10%低減レベル（低排出ガス車）」認定を取得した。
2012年5月30日 1t積系のルートバンを一部改良（同年6月1日販売開始）。先に一部改良を受けたカーゴ、ダンプ同様に、ワイドビューミラー・フロントフォグランプ・排出ガス浄化スイッチ（触媒浄化用）を標準装備した。
2015年4月14日 1t積系を一部改良（同年5月7日販売開始）。ルートバンを除く全車のフレーム後端にリアエンドクロスメンバーを追加したことで、後方から追突された際のデッキ下部への潜り込み防止に寄与した。また、メーカーオプションにAUX端子とUSB端子を備えたオーディオが新たに設定された。さらに、メーカー完成特装車「TECS」のラインナップにアルミバンが追加された。
2016年9月26日 1t積系を一部改良。ABSを全車に標準装備したほか、キャブデザインを2t積系に準じたデザインに刷新し、ヘッドランプをマルチリフレクター式に変更。室内は足元スペースを広く取り、助手席から中央席にかけてフック付の大型オープントレイを新たに配した。
2021年7月26日 1t積系を一部改良。既に2t積系には採用されていたプリクラッシュセーフティ（歩行者[昼夜]・自転車運転者[昼]検知機能付衝突回避支援タイプ/ミリ波レーダー+単眼カメラ方式）、レーンディパーチャーアラート、前進誤発進抑制機能/低速衝突被害軽減機能/クリアランスソナー、VSC&TRCが全車に標準装備され、安全機能を強化するとともに、LEDヘッドライト（プロジェクタータイプ）、コンライト（ライト自動点灯・消灯システム）、オートマチックハイビームも全車標準装備された。ディーゼル車についてはエンジンの排気量を2.8Lとし、DPF（DPR）と尿素SCRシステムを採用した1GD-FTV型（「平成28年（ポスト・ポスト新長期）排出ガス規制」適合）へ換装（このエンジン換装に伴い、車両型式がGDY200系に変更）され、AT車は4速から6速（シーケンシャルシフトマチック付）に多段化。シングルキャブの2WD車を除くディーゼルの5速MT車は「平成27年度燃費基準+5%」を達成し、ガソリン車もWLTCモードによる燃料消費率に対応（JC08モードによる燃料消費率も併記）し、平成30年排出ガス規制に適合した。なお、カーゴの1.25t積～1.5t積のディーゼル車は全ての車型で車両総重量が3.5tを超過したため準中型免許（中型5トン限定を含む）以上の運転免許が必要となり、新普通免許はガソリン車のみ運転可能となった。また、同日に日野・デュトロに積載量1.5tクラスが新規設定されることが発表され、それに伴って1t積系のカタログ上の製造事業者が2t積系と同じ日野自動車へ変更となった。この改良によりシングルタイヤ車（シングルジャストロー・スーパーシングルジャストロー）と2021年3月の2t積系一部改良以降は1t積系のみに設定されていたルートバンは廃止された。

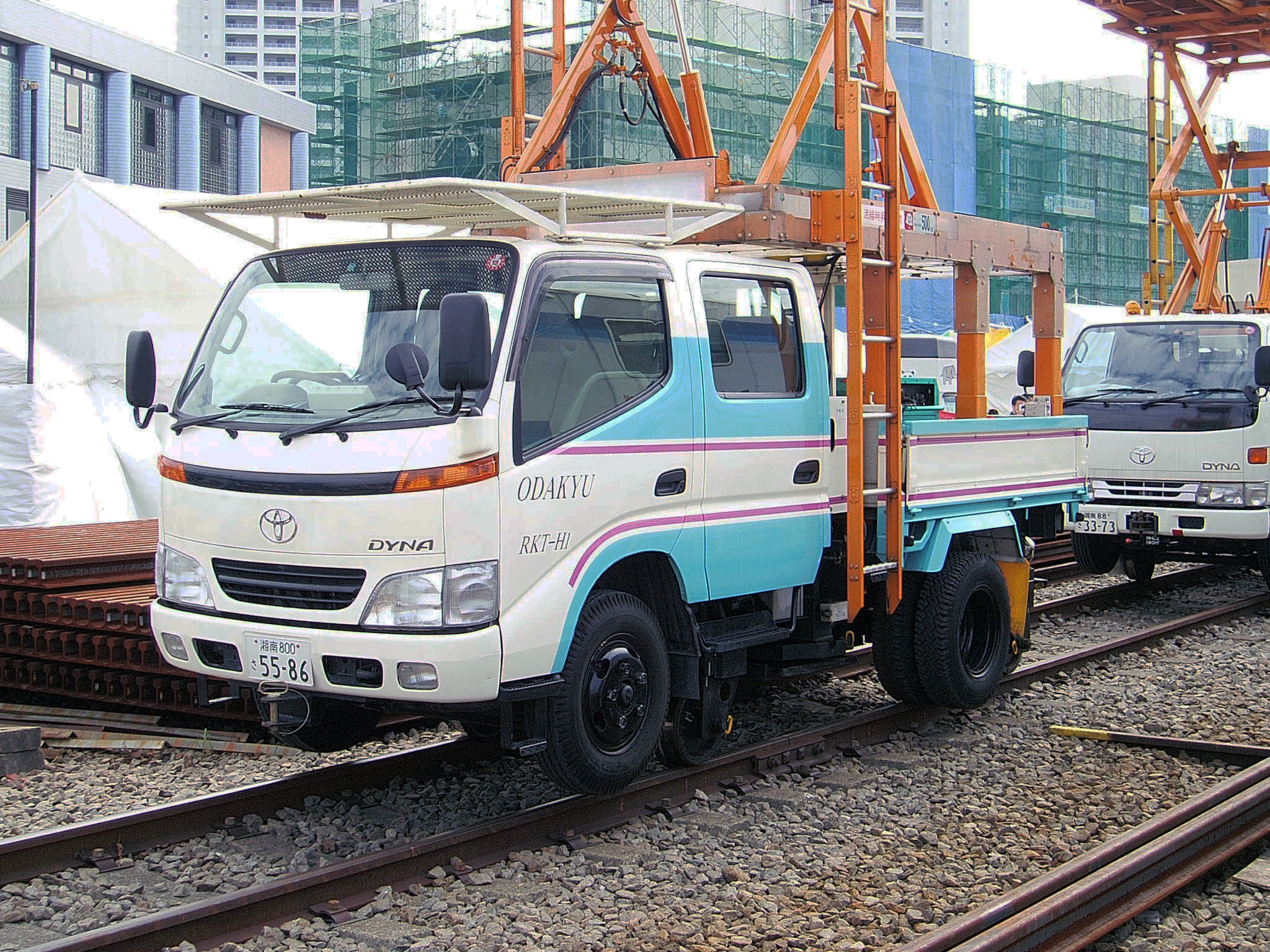
7代目ダイナ（前期型） 小田急軌陸車
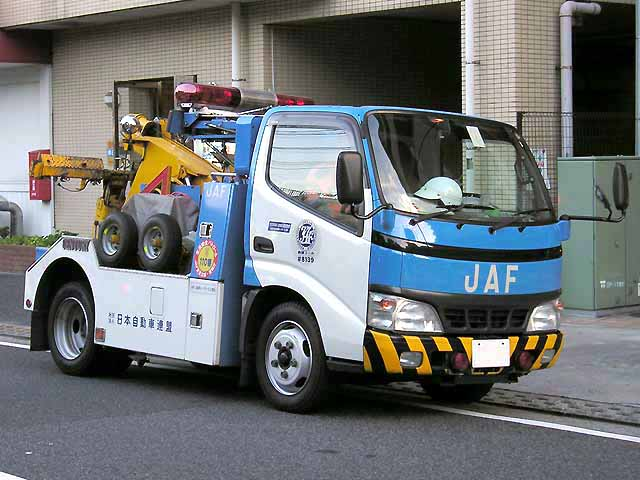
7代目ダイナ（中期型） JAFレッカー車
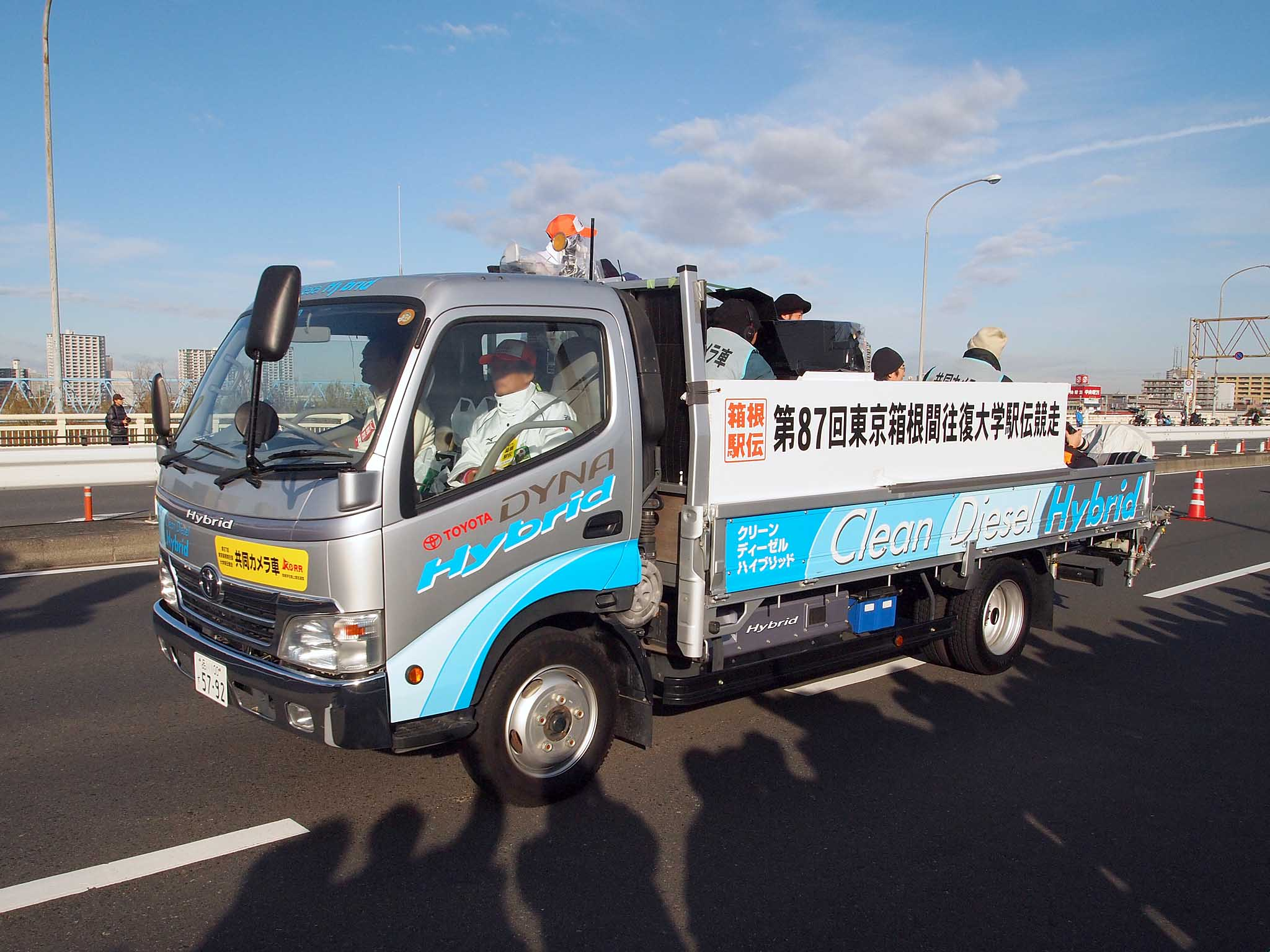
7代目ダイナハイブリッド（後期型）
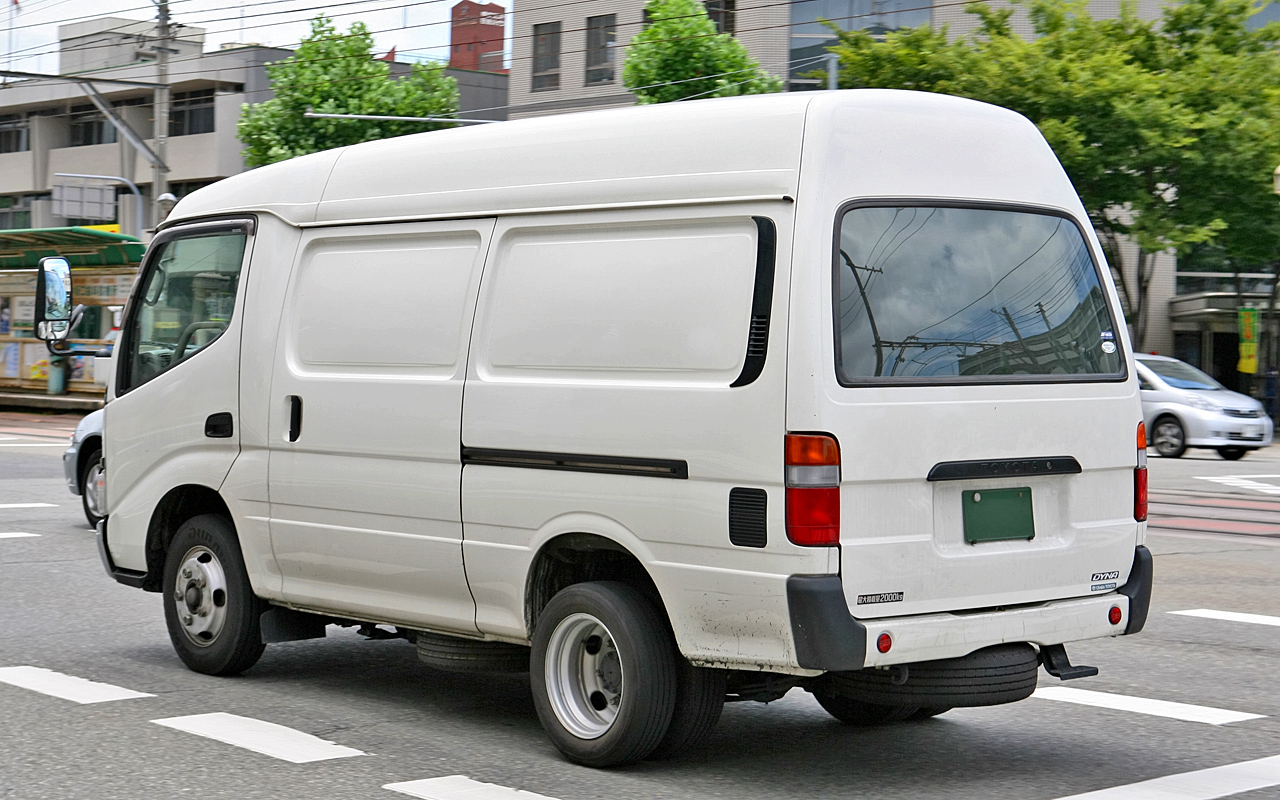
7代目ダイナ（中期型） ルートバンハイルーフ
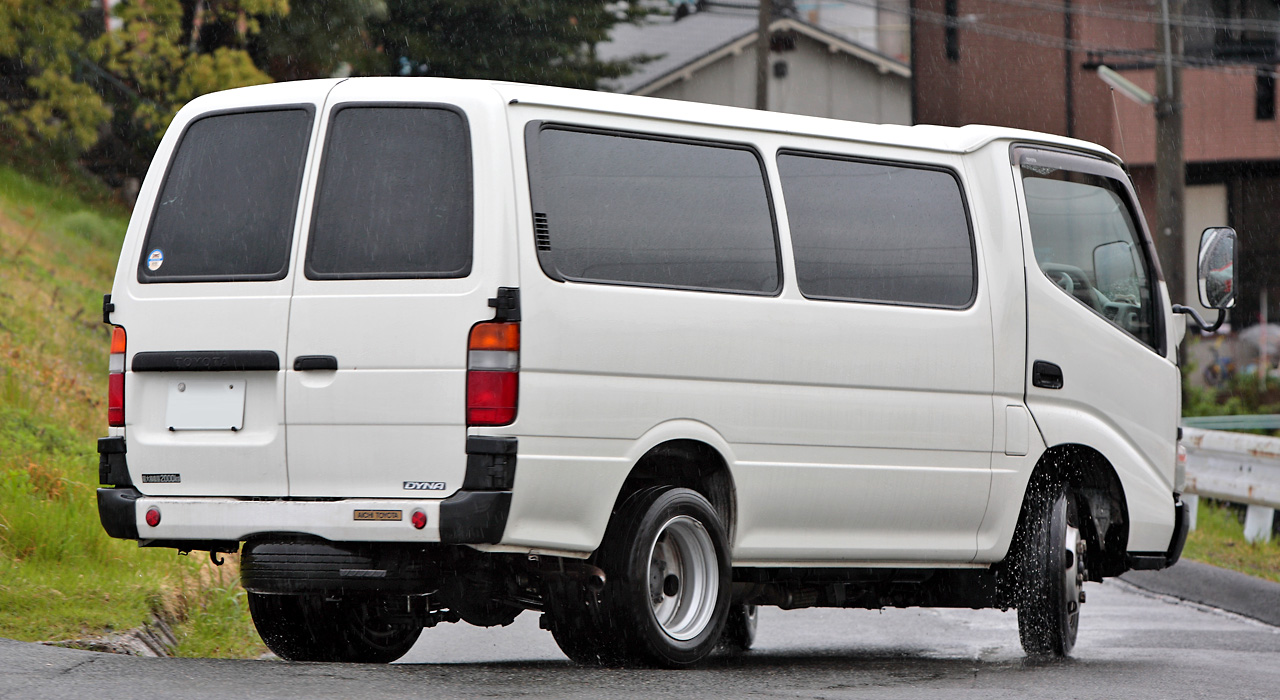
7代目ダイナ（中期型） ルートバン観音開き

## 8代目（2t積系:2011年 -/1t積系：2021年- ）

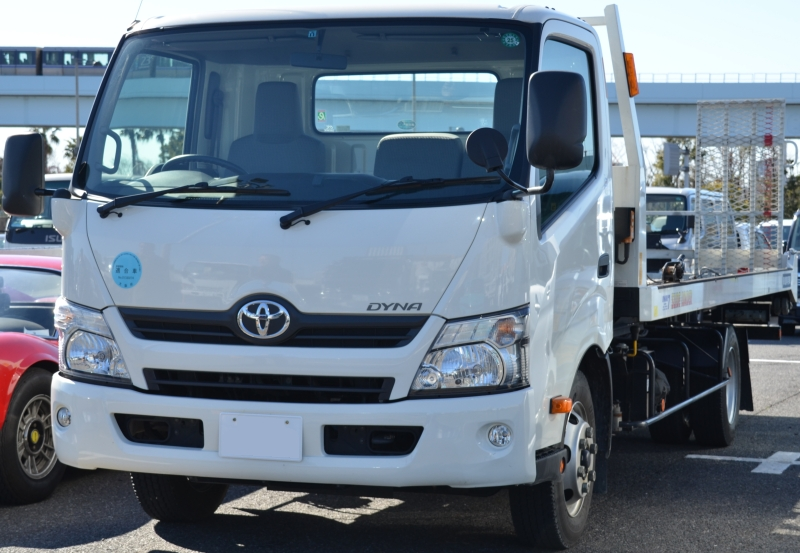
8代目ダイナ ワイドキャブ（2011年6月販売型）

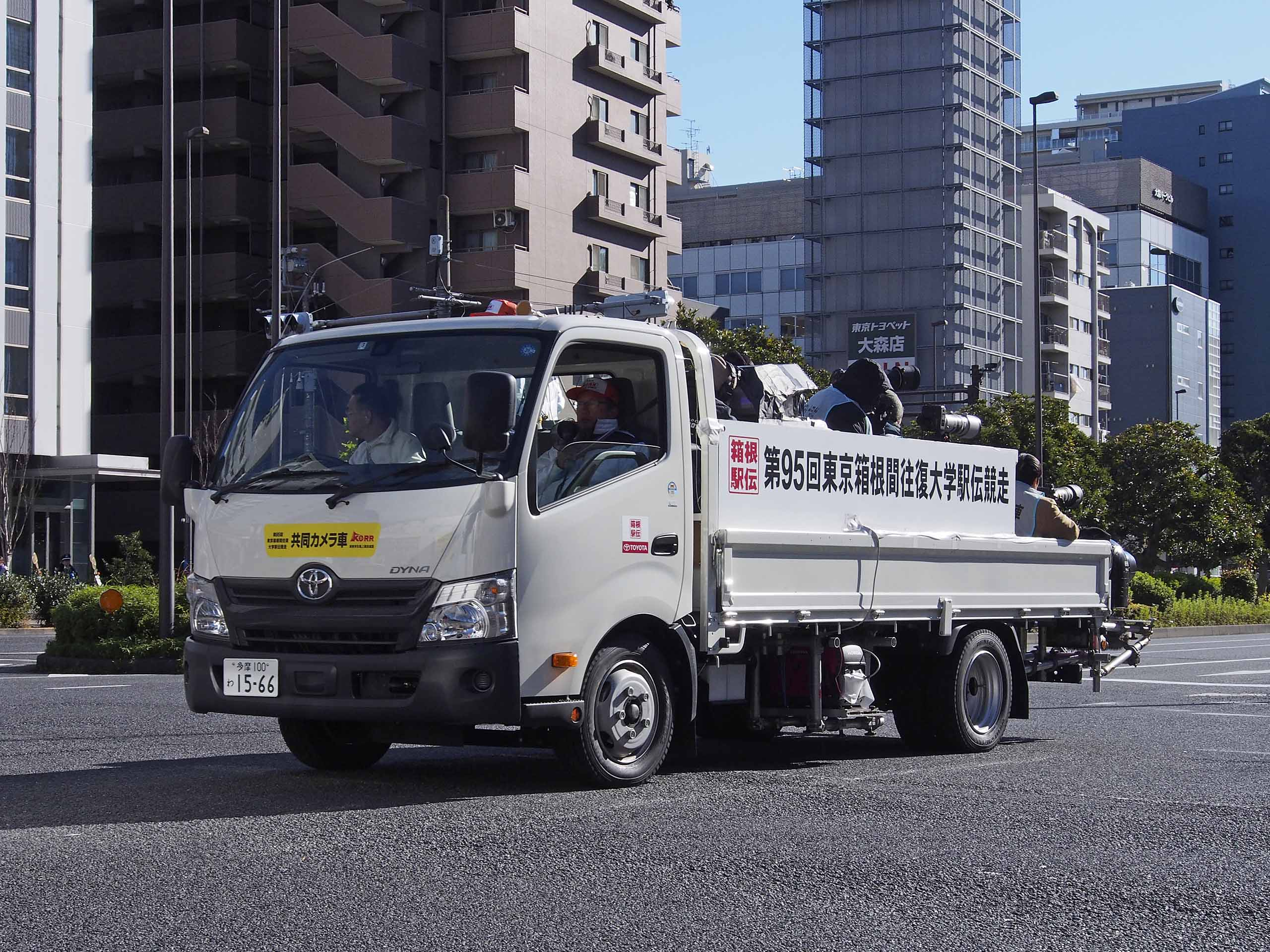
8代目ダイナ ワイドキャブ

Y200系（1t積系）
U600/C600系（2t積系/標準キャブ）
U700/C700系（2t積系/ワイドキャブ）
2011年6月15日、2t積系をフルモデルチェンジ（同年7月2日販売開始、1t積系は7代目を継続販売）。今回もデュトロのOEM車種で、日野自動車の羽村工場で生産される。エンジンは高圧コモンレール式燃料噴射システムやDPRを刷新し、燃費向上やさらなる排出ガスのクリーン化を実現した5種類のディーゼルエンジンを設定。ハイブリッド車はアトキンソンサイクルの専用エンジンN04C-UL型（110kw/420Nm）とアクセル・ブレーキの2ペダル操作を可能とする専用5速AMTを採用。エンジンとモーター兼発電機の間にクラッチを介することでモーターのみで発進できる新開発のハイブリッドシステムを搭載。これにより、2t積車で1.0km/L、3t積車で1.4km/Lの燃費向上を実現した。ディーゼル車はN04C-UM型（85kw/325Nm）・N04C-UN型（100kw/390Nm）・N04C-UP型（110kw/420Nm）・N04C-UQ型（132kw/480Nm）を設定し、トランスミッションは6速AT・5速MT・6速MTの3種類を用意。また、AMT車とAT車にはアイドリングストップ機能を標準装備し、AMT車とMT車にはエコドライブをサポートするエコランシステムを標準装備し、実用燃費向上に寄与した。
内装面ではインパネを改良し、膝前部分や下部の形状を工夫したことで中央席の足元スペースを拡大したほか、助手席から中央席には大型オープントレーを配置。ワイドキャブはキャビンパッケージそのものを刷新したことでドア開口部拡大、乗降ステップ大型化、乗員スペース拡大等により居住性・乗降性を向上するとともに、フロントデザインもキャビンの前絞りやバンパーコーナーの形状を工夫したことで空力性能も実現した。
安全面については強度を保ちながらピラー断面を極力薄くし、広く見やすい視界を確保するワイドビューミラーと車両側面後方の視界を拡大し、巻き込み事故防止に寄与した2面鏡ミラーを標準装備するとともに、小型トラックでは世界初となるVSCのオプション設定を追加した。
ハイブリッド車はグリルとドアに専用ストライプを採用し、トヨタエンブレムもプリウス等のハイブリッド車に採用されているシナジーブルーを施した仕様となった。なお、ガソリン車・LPG車についてはディーゼル車と同等のデザインに変更した程度である。
2012年4月9日、2t積系を一部改良。ディーゼルハイブリッド車及びN04C-UQ型を除くディーゼル車において、「平成21年排出ガス基準10%低減レベル（低排出ガス車）」の認定を受けるとともに、ディーゼルハイブリッド車は「平成27年度燃費基準+10%」も達成した。
2012年6月1日、1t積系を一部改良。右前輪付近の下方視界の確保を目的としたワイドビューミラーや、対向車や歩行者への眩惑を低減したフロントフォグランプを全車標準装備としたとともに、ディーゼル車においては、触媒の浄化を手動で補う事を可能とする排出ガス浄化スイッチを標準装備とした。また、一部車型はポスト新長期排出ガス規制に適合するとともに、基準値のNOx10％低減を達成し、「環境対応車普及促進税制」減税措置の対象となるとともに、併せてTECSにおいても、同様に一部改良を施した。
2012年9月3日、2t積系を一部改良。2013年1月施行の新灯火器類保安基準に合わせてカーゴ及びダンプに後部反射板を装備するとともに、N04C-UQ型を搭載したディーゼル車は環境性能の向上により、最大積載量4.0t超の9型式において「平成27年度燃費基準」を達成した。
2013年4月15日、2t積系を一部改良（5月6日発売）。軽い操作力で制動可能な電動パーキングブレーキを高所作業車のディーゼルMT車や塵芥車のディーゼルMT車・ディーゼルハイブリッド車に標準装備、ダブルキャブ車を除くカーゴのディーゼルMT車・ディーゼルハイブリッド車、ミキサー車のディーゼルMT車にはオプションで設定した。また、ダブルキャブ車を除くカーゴのディーゼルハイブリッド車の電動パーキングブレーキ装着車はシフト操作と連動して作動するパーキングブレーキポジション機能付とすることで安全性に配慮した。
2015年4月8日、2t積系を一部改良（5月7日発売）。これまでオプション設定となっていたVSCをディーゼル車に標準装備するとともに、電動パーキングブレーキの設定仕様を拡大し、高所作業車や塵芥車は全仕様に標準装備、ディーゼル・シングルキャブ車はすべての仕様でオプション設定した。3t積系のガソリン車を廃止した。
2016年4月7日、2t積系を一部改良（5月6日発売）。全車ヘッドランプのマルチリフレクター化、およびフロントバンパーの形状の意匠の変更（ミリ波レーダーユニットをフロントバンパー中央内部に搭載したため、ライセンスプレートの取り付け位置が運転席側寄りになった左右非対称の形状となっている）のほか、2t積系トラックでは初採用となるプリクラッシュセーフティ（歩行者検知機能付）とレーンディパーチャーアラートを標準キャブの車両総重量5t未満の一部車型に標準装備したほか、スマートエントリー（運転席・助手席アンサーバック機構付）&スタートシステムを新たにオプション設定した。
2017年4月18日、2t積系を一部改良（6速MT車の一部は6月発売、その他の仕様は5月8日発売）。プリクラッシュセーフティ（歩行者検知機能付）とレーンディパーチャーアラートをLPG車を除く全車に拡大して標準装備。環境性能はディーゼル車のうち、車両重量が7.5t超の車両が「平成28年排出ガス規制」に対応したほか、AT車は重量車モード燃費を向上した。
2018年4月4日、2t積系の一部改良が発表された（5月7日発売）。ディーゼルハイブリッド ワイドキャブ車において、ハイブリッド制御システムの改良とAMTの多段化（5速から6速に変更）が行われたことで重量車モード燃費が向上されたほか、車両総重量7.5t未満の車型が追加設定された。
2019年4月17日、2t積系の一部改良が発表された（5月7日発売）。インテリジェントクリアランスソナー（パーキングサポートブレーキ<静止物>）、バックカメラ&デジタルインナーミラー、LEDヘッドランプ（プロジェクタータイプ）をLPG車（インテリジェントクリアランスソナーは消防車シャシー、バックカメラ&デジタルインナーミラーはキャブ付シャシーを含む）を除く全車に標準装備。また、フロントグリルを新デザインのカラードに変更されたほか、4.2インチカラーTFTマルチインフォメーションディスプレイ（LPG車を除く）やハンズフリー通話機能付オーディオ（AM/FM・USB・Bluetooth）も標準装備された。環境性能では車両総重量7.5t超に加え、7.5t以下のディーゼル車やディーゼルハイブリッド車にも尿素フリーの高性能触媒DPR-IIが搭載された。
2020年4月9日、2t積系の一部改良が発表された（5月1日発売）。LPG車と消防車シャシーを除く全車に採用されているプリクラッシュセーフティ（ミリ波レーダー+単眼カメラ）の検知機能向上により、夜間の歩行者や昼間の自転車運転者の検知が可能となり、電動パーキングブレーキのレス設定をダブルキャブ車を除く全車にオプション設定した。
2020年5月1日、東京都を除く全ての地域での全車種併売化に伴い、大阪トヨペットを除くトヨペット店、一部地域を除くカローラ店やネッツ店での販売を開始。大阪トヨペットを除くトヨペット店では2020年3月末で販売を終了した姉妹車のトヨエースに替わって取り扱われる。
2021年3月25日、2t積系が一部改良された。カーゴの搭載エンジンを3タイプから2タイプに見直され、N04C-VT型をN04C-WD型へ換装され、ワイドキャブには高所作業車専用のキャブ付シャシーを新たに設定。この改良により、2t積系のルートバンが廃止され、1t積系のみの設定となった。
2021年7月26日、1t積系が2t積系同様に日野自動車の生産に切り替えられたことに伴ってフルモデルチェンジされた。これにより、2t積系で既に採用されているプリクラッシュセーフティやレーンディパーチャーアラート等の安全装備が標準化された。
2023年8月7日、1t積系を一部改良。2t積系で既に装備されているバックカメラ&バックモニター付インナーミラーが標準装備され、エアコンは花粉フィルター付マニュアルとなった。
2023年10月12日、2t積系を一部改良。バックカメラ&デジタルインナーミラーを全車に拡大して標準装備され、LEDデイタイムランニングランプも全車標準装備された。なお、当面はディーゼル車のみの発売となる。

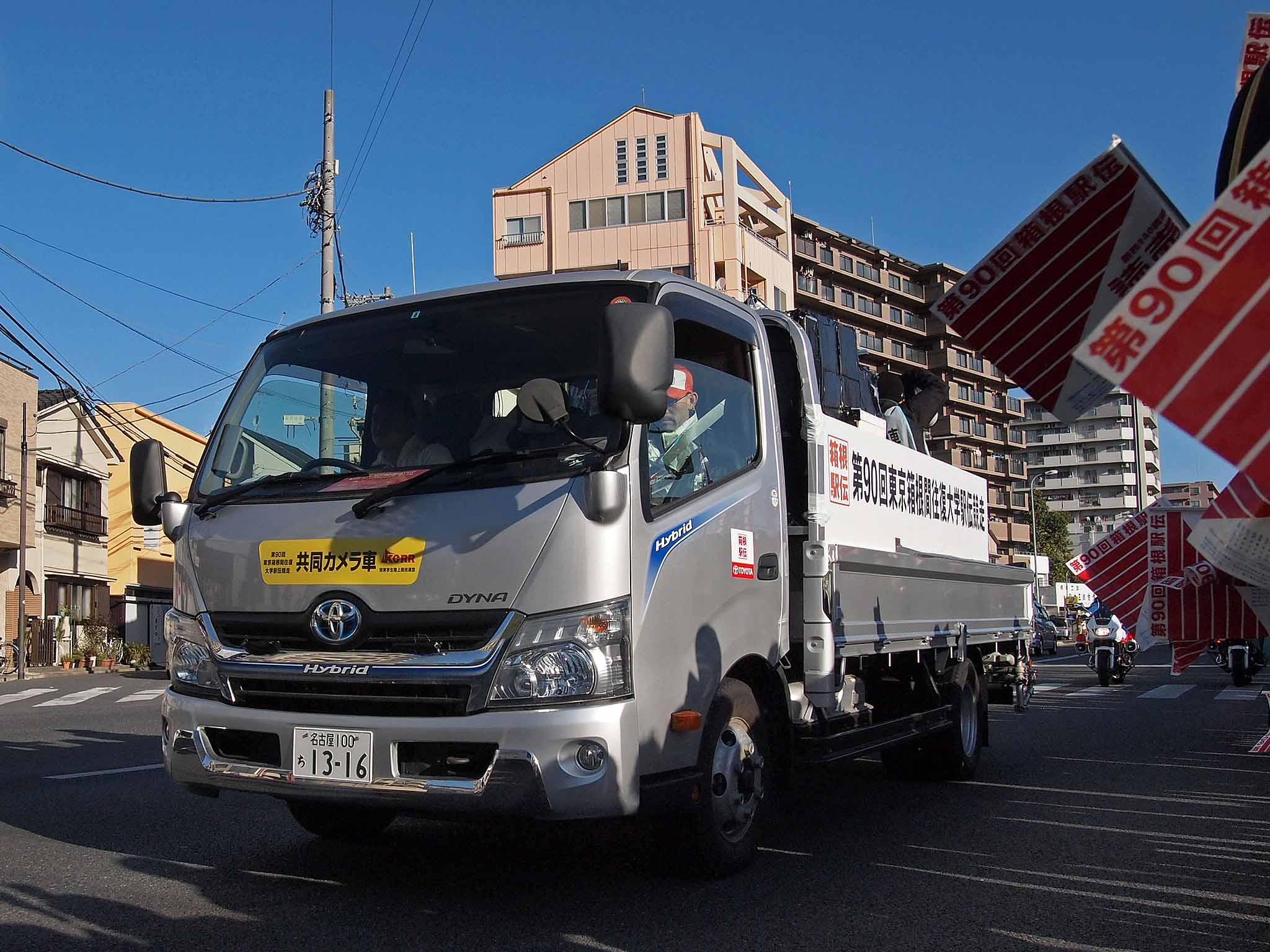
8代目ダイナハイブリッド
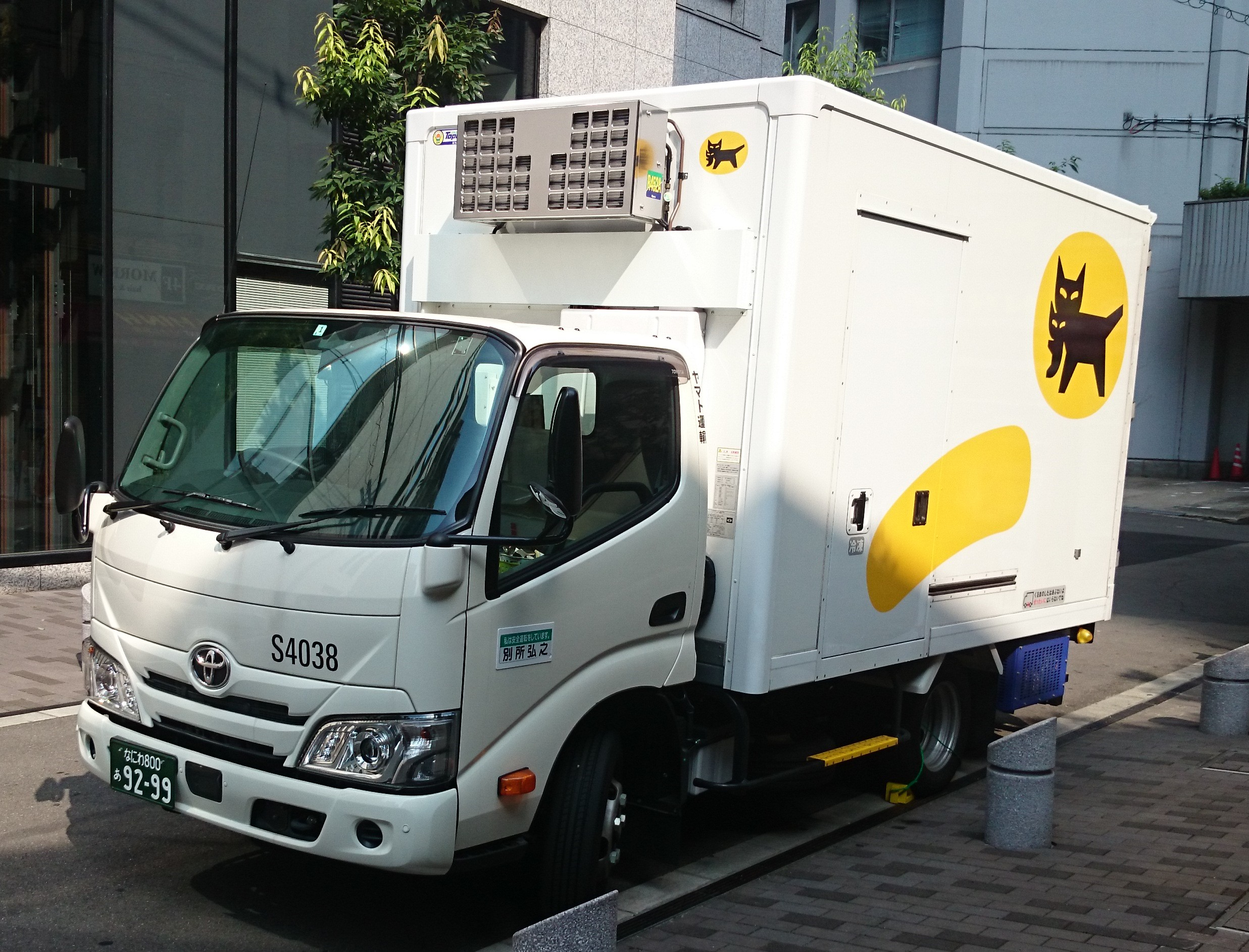
8代目ダイナ U600（ヤマト運輸）

## 販売店
- トヨタ店（ただし、大阪地区は2006年8月8日より旧・大阪トヨタだった大阪トヨペット、旧・大阪トヨペットだった現・大阪トヨタでは2020年5月1日より。沖縄トヨタは1979年10月1日より）
  - 東京都では、2019年4月にトヨタ東京販売ホールディングスを存続会社として、傘下ディーラー4社（東京トヨタ・東京トヨペット・トヨタ東京カローラ・ネッツトヨタ東京）を統合し発足したトヨタモビリティ東京で取り扱われている。なお、姉妹車のトヨエースを取り扱っていた旧東京トヨペットの店舗でも、統合された2019年4月からはダイナに切り替えられている。
- トヨペット店（大阪府を除き2020年5月1日より）
- カローラ店（2020年5月1日より、一部地域の店舗を除く）
  - 沖縄県では、本土復帰後も沖縄トヨタが姉妹車のトヨエースを取り扱っていた関係で、1979年9月までトヨタカローラ沖縄で取り扱っていた。同年10月に沖縄トヨペット設立に伴い沖縄トヨタへ取り扱いが移管されたが、2020年5月にトヨタカローラ沖縄による取り扱いが再開した。
- ネッツ店（同上）
- 東かがわトヨタ自動車販売では取り扱わない。

## メーカー完成特装車（TECS）荷台架装メーカー
- メーカー完成特装車は、TECSによる持ち込み登録となる。
- 2t積系のアルミバン完成車、冷凍・保冷車、リフト付トラックの完成車の設定は日野・デュトロと若干異なっている。1t積系ガソリン車はアルミバン並びにリフト付トラックのみの設定となる。1t積系にはデュトロにはない4ナンバーサイズ保冷車もラインナップしている。ただし、デュトロとは異なりLPGボンベ配送車並びにミキサー完成車はラインナップしていない。
- 1t積系
  - アルミバン完成車シリーズ - トヨタ車体、北村製作所
  - 冷凍車完成車シリーズ - トヨタ車体（冷凍機はデンソー製）
  - 保冷車完成車シリーズ - トヨタ車体
  - リフト付トラック - トヨタ車体
- 2t積系
  - アルミバン完成車シリーズ - トヨタ車体、北村製作所、トランテックス（トヨタ車体はディーゼル車にスライドリフト スマーティ車とパレット車の設定あり）
  - ウイングルーフ完成車シリーズ - トランテックス、日本フルハーフ（ハイブリッド車はトランテックスのみ設定）
  - 冷凍車完成車シリーズ - トヨタ車体（冷凍機はデンソー製）、トランテックス（冷凍機はデンソー製、菱重コールドチェーン製）、日本フルハーフ（冷凍機は菱重コールドチェーン製）
  - 保冷車完成車シリーズ - トヨタ車体
  - リフト付トラック - トヨタ車体、極東開発工業、新明和工業
  - クレーン付トラック - 古河ユニック、タダノ
  - 車両運搬車
    - 荷台スライドタイプ - 花見台自動車、古河ユニック、タダノ
    - フロア全面接地タイプ - タダノ、極東開発工業
    - クレーン付タイプ - 古河ユニック、タダノ

  - ダンプシリーズ - 極東開発工業、新明和工業、花見台自動車（花見台自動車はスライド式ダンプのみ設定）